# Villa Medicea di Castello

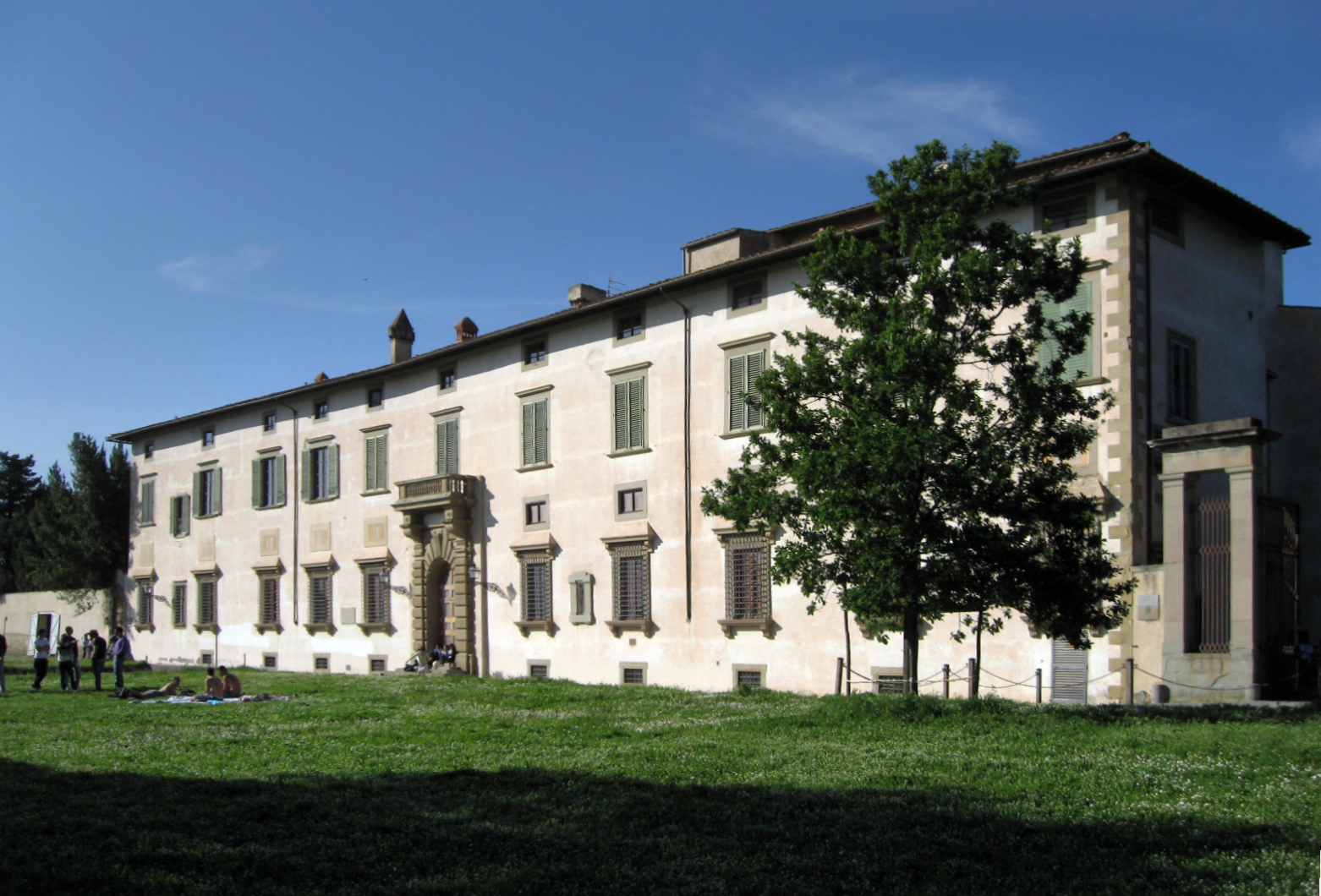
Fachada da Villa Medicea di Castello.

A Villa Medicea di Castello, também chamada de Villa Reale, Villa L'Olmo ou Villa Il Vivaio, é uma villa toscana que se encontra na zona montanhosa de Castello, em Florença, muito próximo de outra célebre villa da Família Médici, a Villa Medicea La Petraia. É célebre, sobretudo, pelos seus magníficos jardins, só ultrapassados pelo Jardim dos Boboli, no Palazzo Pitti. Actualmente, a villa não é visitável porque hospeda a Accademia della Crusca (Academia do Farelo), enquanto os jardins são um verdadeiro museu gerido pela Superintendência para o Pólo Museológico de Florença (Soprintendenza per il Polo Museale di Firenze).

## História

### As origens

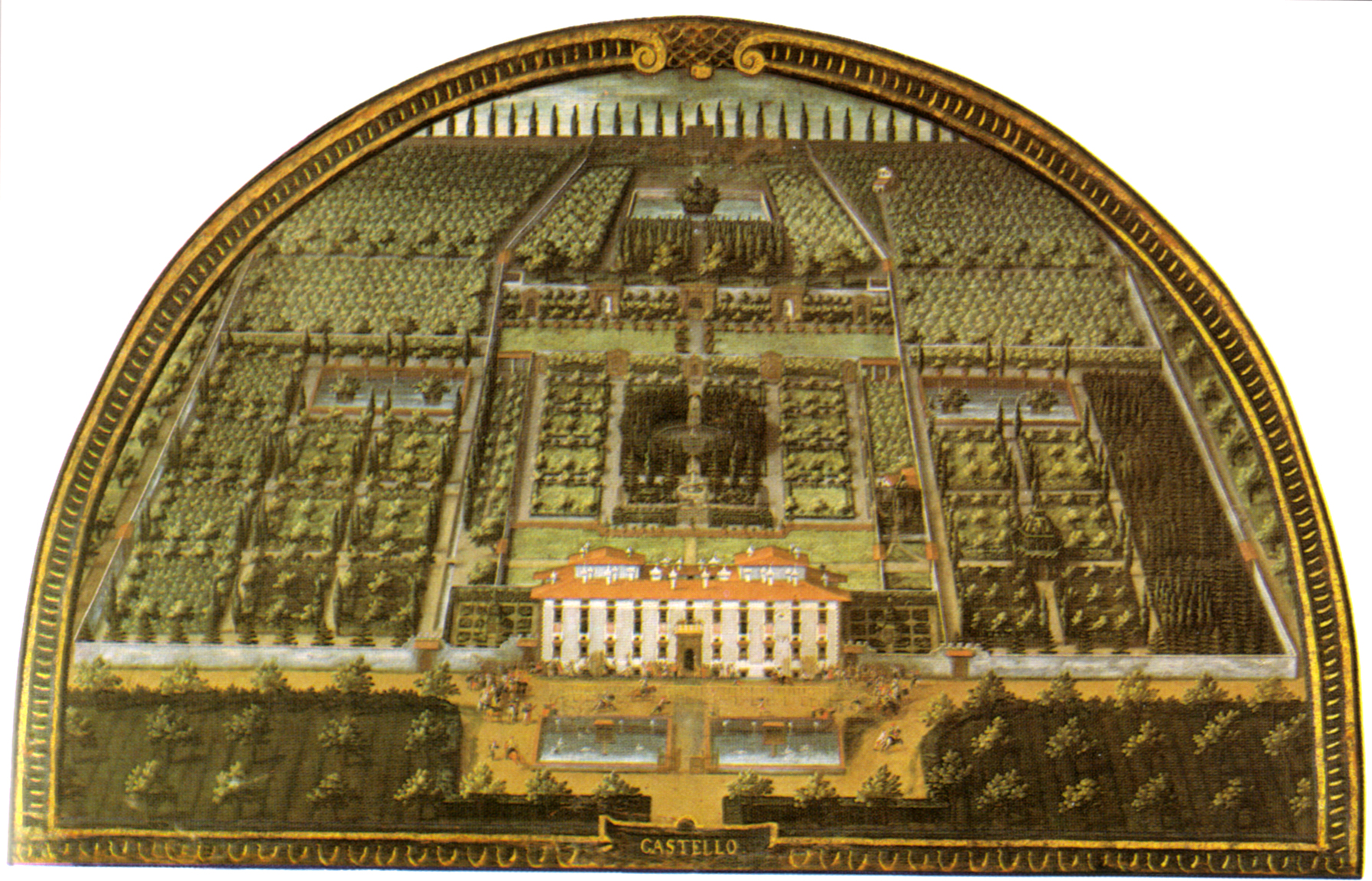
A Villa Medicea di Castello numa luneta de Giusto Utens, Museo di Firenze com'era.

O topónimo da localidade Castello deriva da castelo (castellum) de um aqueduto romano que aqui tinha o seu traçado. Este aqueduto foi mandado construir pelo senador Marco Opellio Macrino (164-218) que, em 217, se tornaria Imperador do Império Romano. Ao longo do aqueduto existiam reservatórios de água chamados de "castelli" e a aldeola tomou o nome de Castello dell'Olmo, devido a um olmo existente neste ponto. 
A villa, que já existia no século XIV, foi adquirida à família Della Stufa, cerca de 1480, por Lorenzo e Giovanni di Pierfrancesco de Médici, pertencentes ao ramo "popolano" da família, os quais a ampliaram e enriqueceram com obras de arte. Lorenzo não confundir com o primo Lourenço o Magnífico), foi um dos maiores clientes de Sandro Botticelli: encomendou-lhe La Primavera e La nascita di Venere para decorar esta mesma villa, grandes pinturas que actualmente se encontram na Galleria degli Uffizi.
Aquando da morte de Giovanni di Pierfrancesco, a villa foi herdada pela sua viúva e pelo filho Giovanni delle Bande Nere, que ali residiu com a esposa, Maria Salviati, e o filho Cosme. Na época a villa era constituída por um pátio, uma sala térrea com loggiato, cozinha e estábulos.
Em Abril de 1527, o Duque de Urbino estabeleceu o seu quartel general na villa: liderava, então, um exército composto por soldados papais e franceses, que o Papa Clemente VII e Francisco I de França haviam enviado em auxílio de Florença, tomada por Carlos V.
Os cardeais Silvio Passerini (1459 - 1529), Innocenzo Cybo (1491 - 1550) e Niccolò Ridolfi (1501 - 1550), mandados pelo Papa a Florença como seus "Delegados", juntamente com Ippolito de Médici e Alessandro de Médici, deslocaram-se a Castello para obter acordos com o Duque de Urbino, por medo duma revolta do povo florentino. A revolta rebentou, mas foi dominada pelo Duque de Urbino, que fôra previamente informado pelo comandante da guarda do Palazzo Medici da Via Larga.
Em 1529, os Otto di Guerra e di Balia (Oito de Guerra e de Ama) ordenaram a destruição das colheitas, casas, villas igreja, muros e árvores em torno da cidade, para impedir o inimigo de encontrar víveres, alojamentos, construções para fortificar: mesmo os habitantes de Castello tiveram que evacuar a sua aldeia e correr para Florença. 
A villa foi saqueada e incendiada durante o cerco de Florença (1529-1530), como a quase totalidade das outras estruturas fora dos muros da cidade, mas felizmente, sofreu danos menores em comparação com as outras villas da zona.
Com a queda da República Florentina, Castello reconstruíu as casas destruídas e os habitantes voltaram ao trabalho dos campos e às ocupações habituais.

### Cosme I
A partir de 1538, Cosme, tornado entretanto Grão-duque, mandou reestruturar a villa a Giorgio Vasari e encomendou a Niccolò Tribolo o projecto de um jardim que fosse um lugar de magnificência para usar como representação e propaganda política, considerado por Vasari como um dos mais "ricos jardins da Europa". Isso era uma representação directa do poder pessoal e dinástico do Príncipe. O jardim foi um dos primeiros grandes exemplos de jardim à italiana e foi enorme a influência que teve na arte de jardinagem posterior, a partir do seu mais directo descendente, o Jardim do Boboli, realizado mais tarde pelo mesmo Tribolo. Importantissimos foram, també, os contributos do engenheiro hidráulico Pierino da San Casciano e de Benedetto Varchi. 
A simbologia do parque é, no projecto original, de fazer a representação em versão microcósmica da Toscânia, com os Apeninos no alto (simbolizados pela estátua de Bartolomeo Ammannati) e os dois rios que banham Florença (Arno e Mugnone) simbolizados por dois rios que descem duas fontes rústicas,  alegorias do Monte Falterona e do Monte Senario. Duas estátuas sublinham a simbologia e estão colocadas onde desce a água: precisamente Il Mugnone con Fiesole e l'Arno. Também fazia parte desta simbologia a fonte de "Vénus-Florença" (Venere-Fiorenza), colocada na Villa Medicea La Petraia desde o século XVIII. A Gruta dos Animais era uma metáfora da pacificação do universo vivo por parte de Cosme, enquanto uma série de esculturas ao longo dos lados do jardim inferior fechavam a simbologia, com referências às virtudes da Casa Medici e aos benefícios dessa descem à cidade de Florença. No loggiato da villa exista um ciclo de afrescos celebrativos de Pontormo, dedicados ao "Regresso da Idade do Ouro" (Ritorno dell'età dell'oro; 1538-1543).
Depois da morte de Tribolo, em 1550, os trabalhos foram continuados por Davide Fortini e depois por Giorgio Vasari, limitando-se o mais possível ao que foi projectado pelo primeiro arquitecto. O projecto inicial do grande jardim e da duplicação da villa não foi, porém, realizado, porque o Grão-duque havia entretanto iniciado outros projectos que o apaixonaram mais, como a reestruturação do Palazzo Vecchio e a nova residência Grão-ducal do Palazzo Pitti, adquirido em 1549.

### Os outros Médici
Quando a villa passou paras as mãos de Fernando I de Médici, filho de Cosme, foi finalmente completada, entre 1588 e 1595, mediante a ampliação no lado de levante, a decoração da fachada externa e interna e um novo portal de entrada virado a sul. A este período corresponde o aspecto imortalizado na luneta de Giusto Utens criada para a Sala das Villas, na Villa Medicea di Artimino, e actualmente no Museo di Firenze com'era. Neste período, no auge do seu esplendor, a villa foi visitada duas vezes por Michel de Montaigne (em 1580 e 1581) e uma por Joseph Fuettenbach.
Posteriormente, fizeram aqui estadias vários membros da família. Entre os mais significativos recordam-se: 
- Maria Madalena de Áustria, que aqui foi alojada, em 1608, antes de entrar na cidade para casar com Cosme II;
- Cristina de Lorena, que aqui morreu em 1636;
- Dom Lorenzo de Médici, que mandou executar o afresco da "Vigília e o Sono" (Vigilanza e il Sonno) a Volterrano (cerca de 1640);
- O Cardeal Giovan Carlo de Médici, que não mandou executar aqui trabalhos artísticos, ao contrário de outras villas, e aqui morreu em 1663;
- Cosme III, que a visitou frequentemente, embora preferisse estar na vizinha Villa Medicea della Topaia; cultivou aqui a preciosa espécie botânica do jasmim indiano, dito "mugherino", oferecido pelo Rei de Portugal D. Pedro II em 1688, para cujo cultivo foi criado propositadamente o tepidario ainda existente no Ortaccio.

### Os Lorena

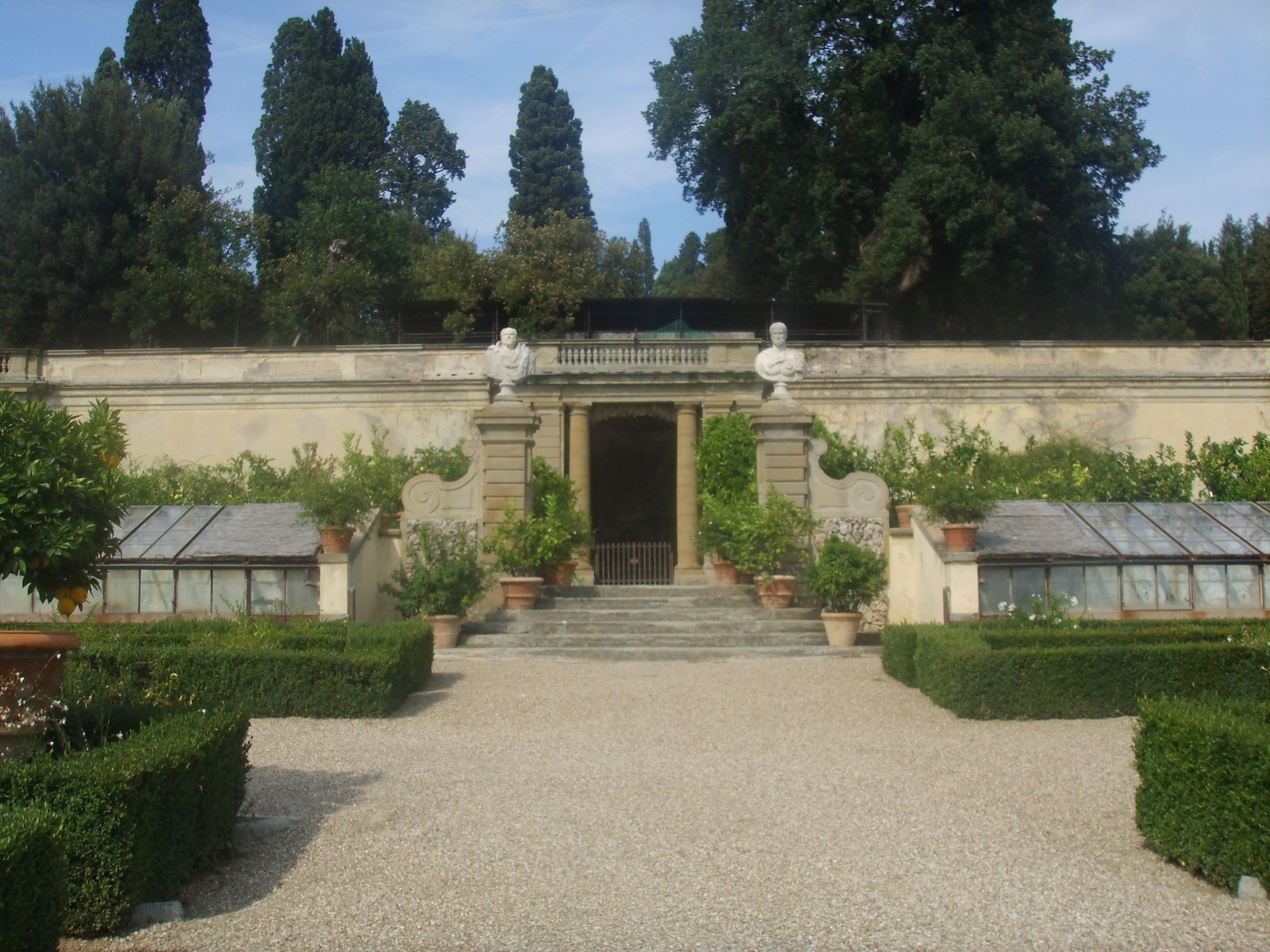
O muro do fundo do jardim, com os bustos neoclássicos.

Aquando da extinção da dinastia Médici, a Villa di Castello passou para os Lorena, tal como aconteceu com as outras propriedades da família. Os novos proprietários organizaram algumas intervenções de importância funcional: a construção de duas limonaias (jardins de inverno), para a magnífica colecção de citrinos que foi posteriormente ampliada e a realização do parque à inglesa. As esculturas e as decorações do jardim viveram, pelo contrário, um período de negligência, por via da mentalidade de natureza iluminista que era completamente estranha ao quadro celebrativo e à filologia do parque original. Furam assim enterrados os viveiros, desmanteladas as duas fontes rústicas, reduzidos os jogos de água da gruta, removida a fonte de Florença e substituída pela de Hércules e Anteu. Foi, por outro lado, reconstruído o muro de fundo e decorado com bustos e estátuas neoclássicas, uma obra valiosa, mas talvez não suficiente para justificar a perda referente ao período quinhentista.

### Século XIX
Na época napoleónica foram empreendidas numerosas transformações, entre as quais a criação duma casa de gelo e a realização de decorações em estilo neoclássico dentro da villa. 
Em 1818, durante a restauração, Leopoldo II de Lorena voltou a reunir as duas propriedades de Castello e Petraia mediante uma via de ligação entre as duas villas. 
Com o passar do tempo foi sendo progressivamente negligenciada, com uma substancial falta de manutenção que lhe marcou inequivocamente o destino, tendo sido ignorada pelos Sabóia que preferiam a vizinha Villa Medicea La Petraia.

### Século XX
A propriedade foi doada, em 1919, por Vítor Emanuel III ao Estado Italiano. A villa foi privada dos seus preciosos móveis, escoados para outras villas, e serviu de sede a diversas actividades: habitação dos jardineiros, escola elementar e hospital militar. Na década de 1970 foi providenciado um substancial restauro arquitectónico para a villa, que, porém, sacrificou grande parte da decoração dos séculos XVIII e XIX, e foi destinada a sede estável da Accademia della Crusca, função que ainda mantém.
O jardim, pelo contrário, já aberto ao público naquele período, foi instituído como museu nacional em 1984. Iniciou-se, então, um reordenamento das espécies arbóreas, dos prados, do jardim secreto (com a introdução de ervas aromáticas e medicinais), o restauro da limonaia, das esculturas e do sistema hídrico, com a perspectiva de restauro dos jogos de água na gruta dos animais. A Fonte de Anteu foi desmontada para restauro e chegou a ser substituída por um decalque. Entre os projectos futuros encontra-se a criação de um centro didáctico e de acolhimento, de uma cafetaria e de um sistema de iluminação que permita a visita nocturna. Este último projecto será o primeiro do género para os museus estatais de Florença e rapresentará, se fôr posto em prática, um exemplo pioneiríssimo de fruição cultural nocturna.

## A villa

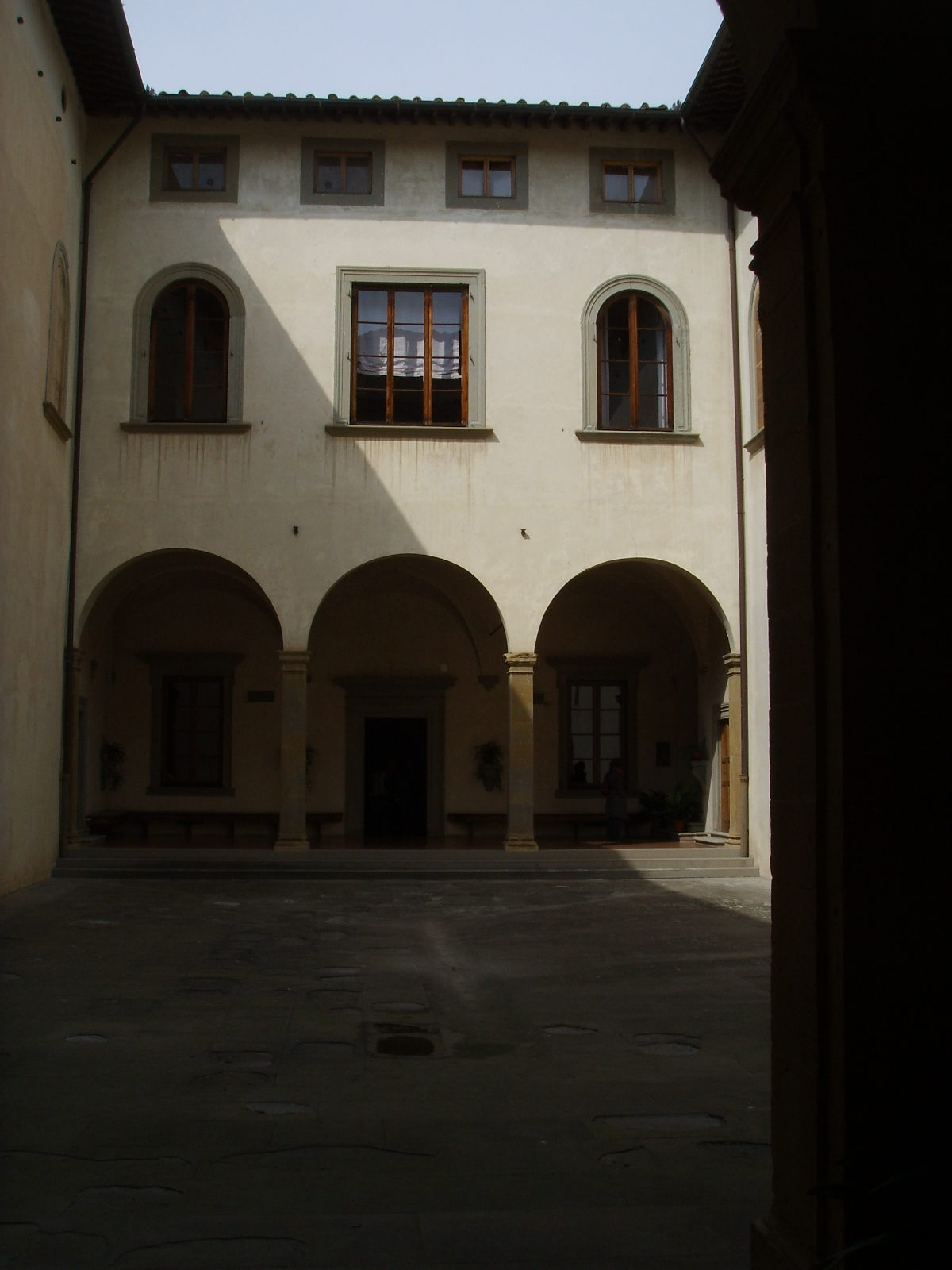
O pátio interno.

A Villa Medicea di Castello tem uma impressionante fachada com elementos de sóbria simplicidade, mas ao mesmo tempo de grande elegância: Um grande portal em pietra serena e "janelas ajoelhadas" no andar térreo (isto é, com um peitoril apoiado por duas volutas que lembram pernas ajoelhadas), e janelas simples com peitoril e molduras em pedra no primeiro andar, além das janelas rectangulares no ático. Algumas janelas são pintadas em trompe-l'oeil, sobretudo as do mezzanino. A série de janelas ao nível do solo dão, pelo contrário, luz às caves.
O fulcro da villa é o pátio quinhentista, com duas galerias nos lados menores. Da decoração original quinhentista restou in situ apenas uma "Anunciação" (Annunciazione), afresco dentro da luneta à cabelça da escada, attribuido a Raffaellino del Garbo.
No piso térreo emcontra-se uma grande escadaria com afrescos paisagísticos, actualmente usadopara convénios e para sessões públicas da Accademia della Crusca. Os afrescos representam as colinas em torno de Florença e algumas vistas imaginárias com ruínas emolduradas por colunas pintadas, como para recriar a impressão duma galeria aberta que fazia de passagem para o vizinho jardim da villa.

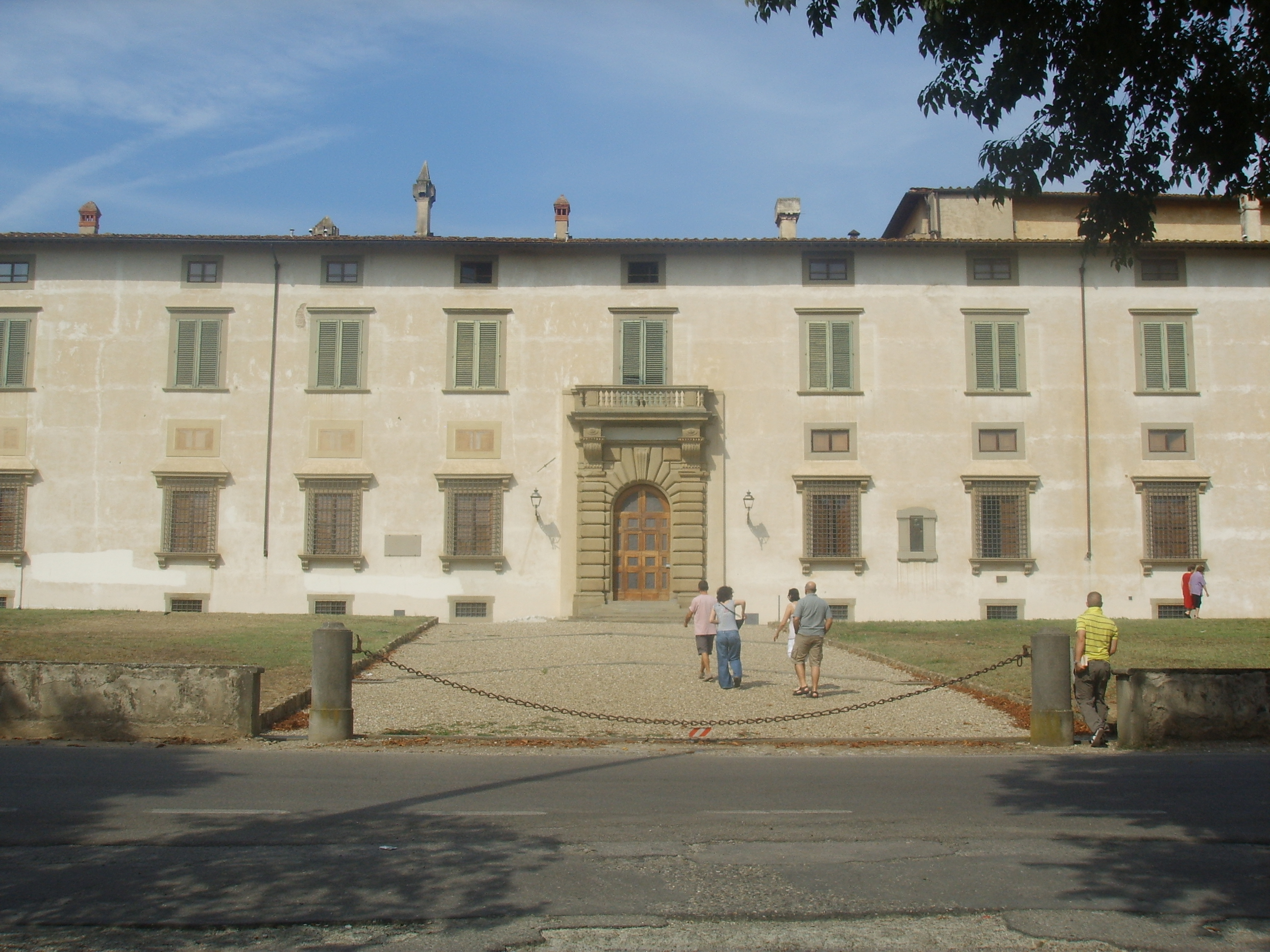
Vista parcial da fachada da Villa Medicea di Castello.

Encontra-se contiguamente uma pequena capela e a chamada Sala dos Armários (Sala degli armadi), que toma o nome das prateleiras que hospedavam os textos originais dos dicionários da Crusca, hoje substituídas por cópias em facsimile. No tecto está presente um afresco das Estações (Stagioni). 
Ainda no piso térreo encontra-se a Sala das Pás (Sala delle Pale), que toma o nome das 153 antigas "pás" que ali estão ordenadamente penduradas nas paredes. Cada uma delas representa um académico (a partir das cinco primeiras à esquerda do lado noroeste, referentes aos primeiros fundadores, Giovan Battista Detti, Anton Francesco Grazzini, Bernardo Canigiani, Bernardo Zanchini e Bastiano de' Rossi), e está decorada com o pseudónimo usado na Academia (ferquentemente um adjectivo ligado ao fabrico do pão, como Riscaldato, Azzimo, Ozioso), um mote e uma representação pintada em jeito de brasão, tudo sobre uma pá em madeira como aquelas comummente usadas na época para apanhar os grãos. As duas pinturas aqui conservada são particularmente significativas pela história da Academia: uma alegoria de Filippo Baldinucci, académico, e um "Retrato de São Zanobi" (Ritratto di San Zanobi), escolhido como protector da instituição. Também os singulares dezoito tamboretes (gerle) colocado sdos lados da sala são constituídos por cestos de pão deitados com uma fila de pás a fazer de espaldar. Um frullone é o símbolo da Academia, o instrumento semelhante a uma peneira usado antigamente para separar a farinha do farelo.

### Outras imagens do interior

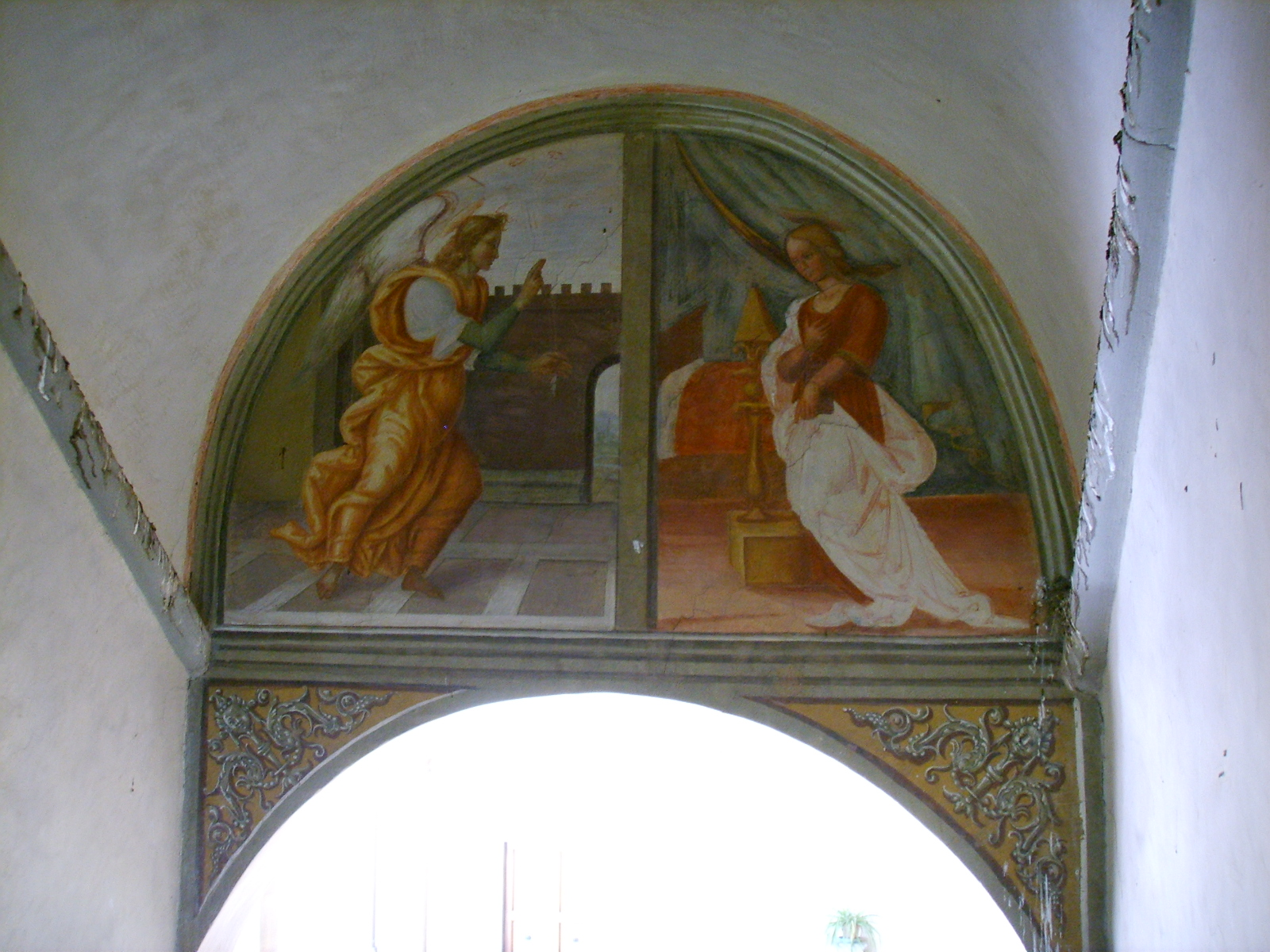
Annunciazione, Raffaellino del Garbo
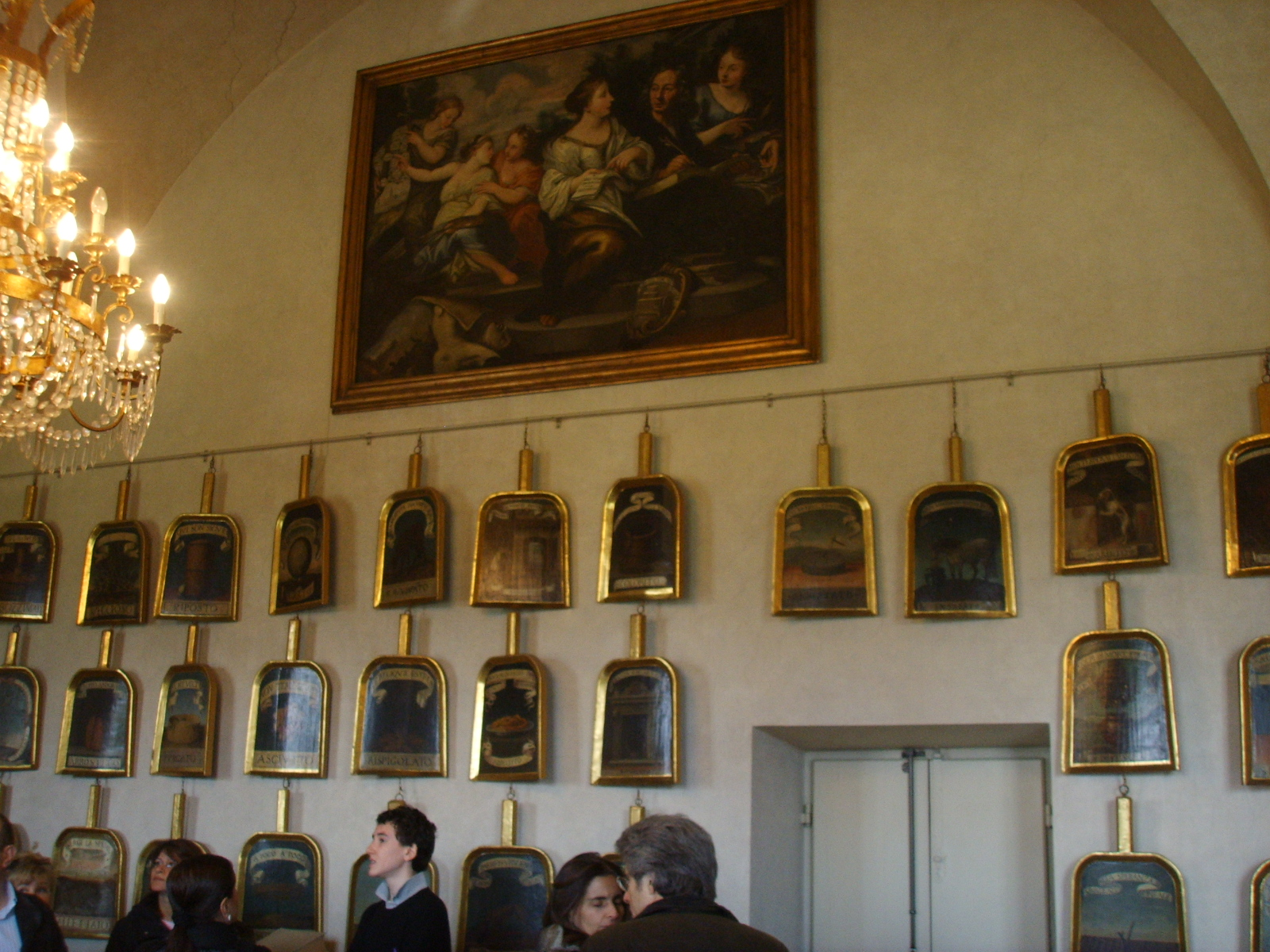
A Sala das Pás
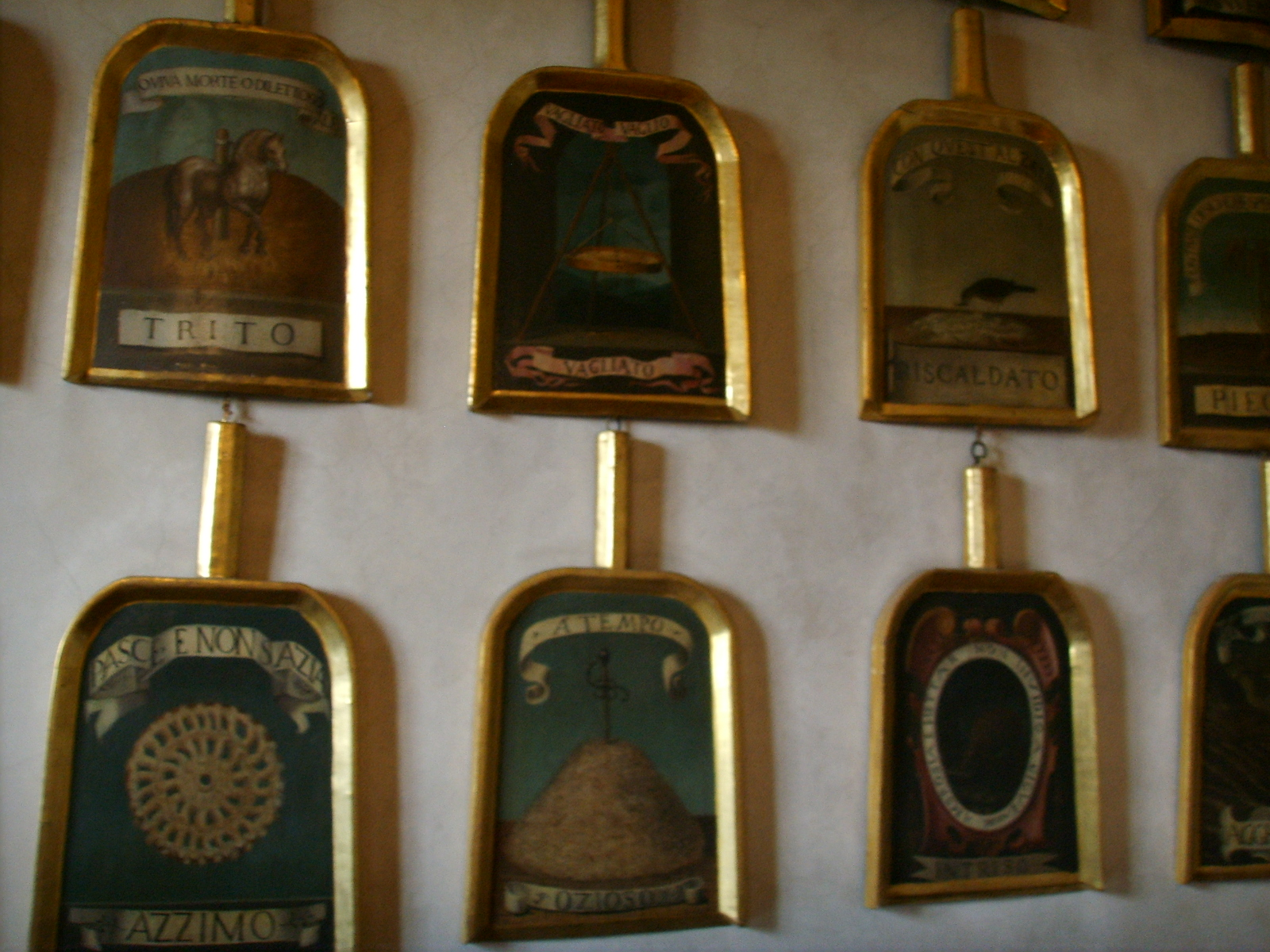
Pás dos Académicos
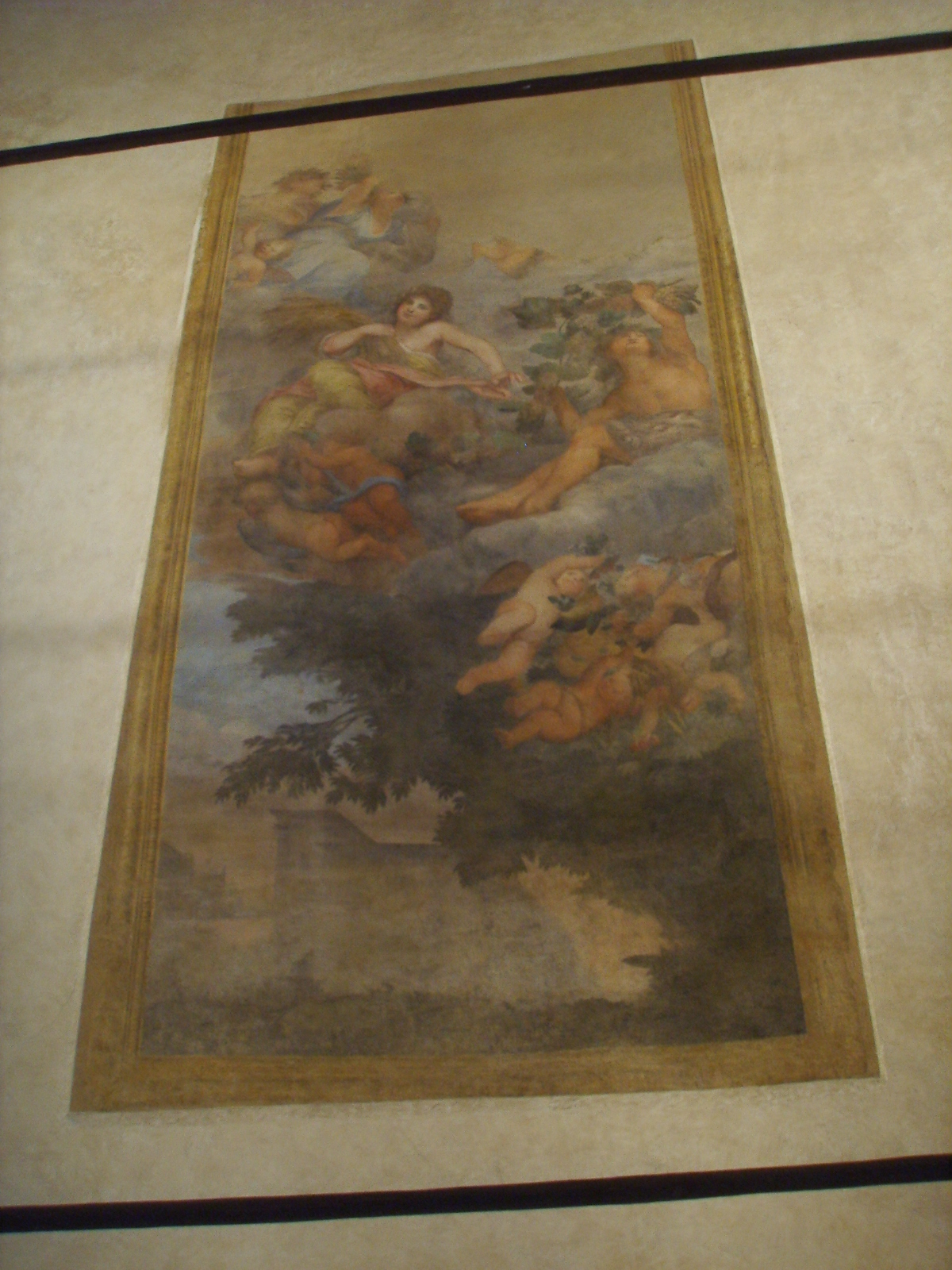
Afresco na Sala dos Armários
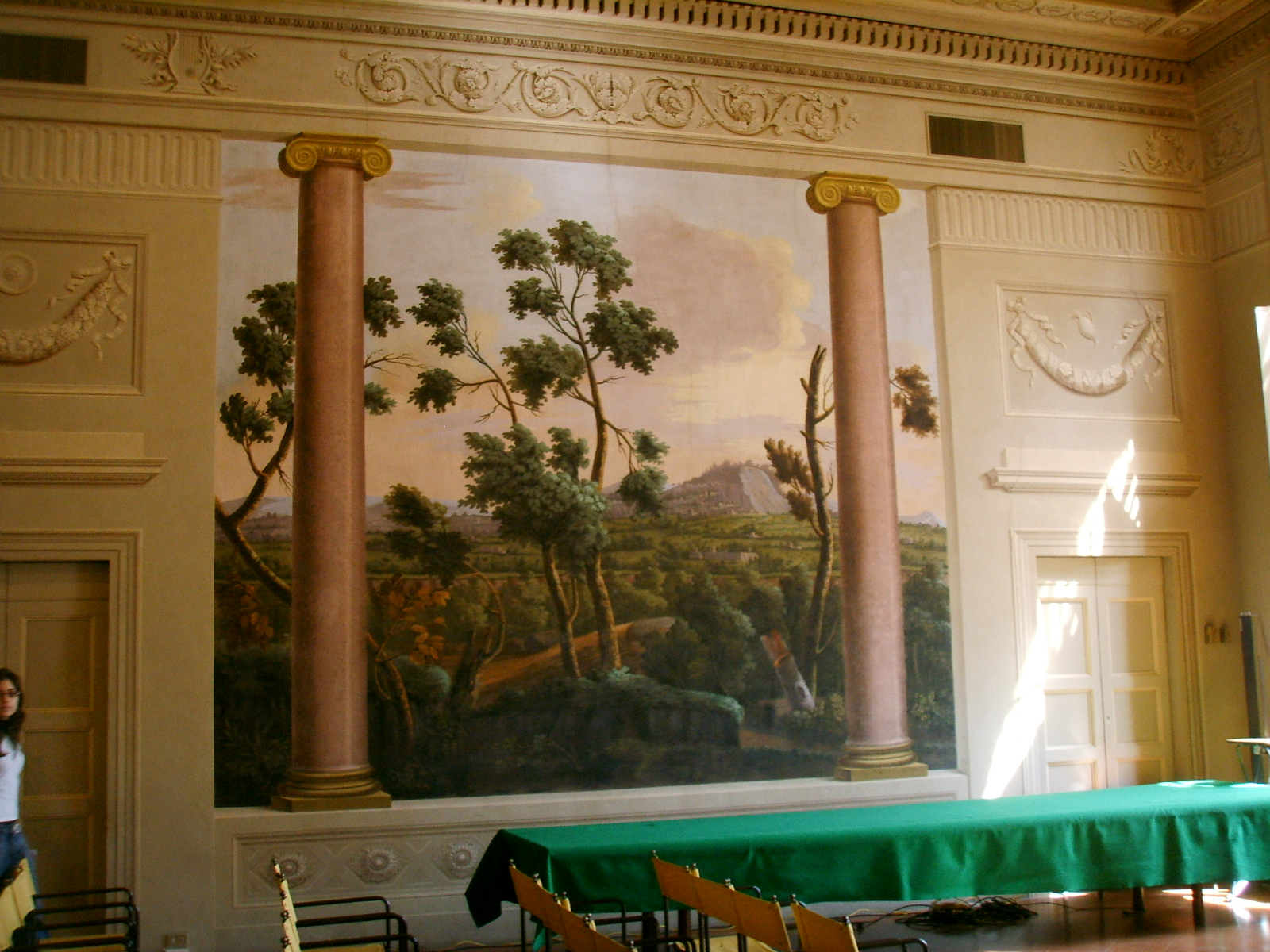
Afrescos naturalistas na Sala de Reuniões

## O jardim

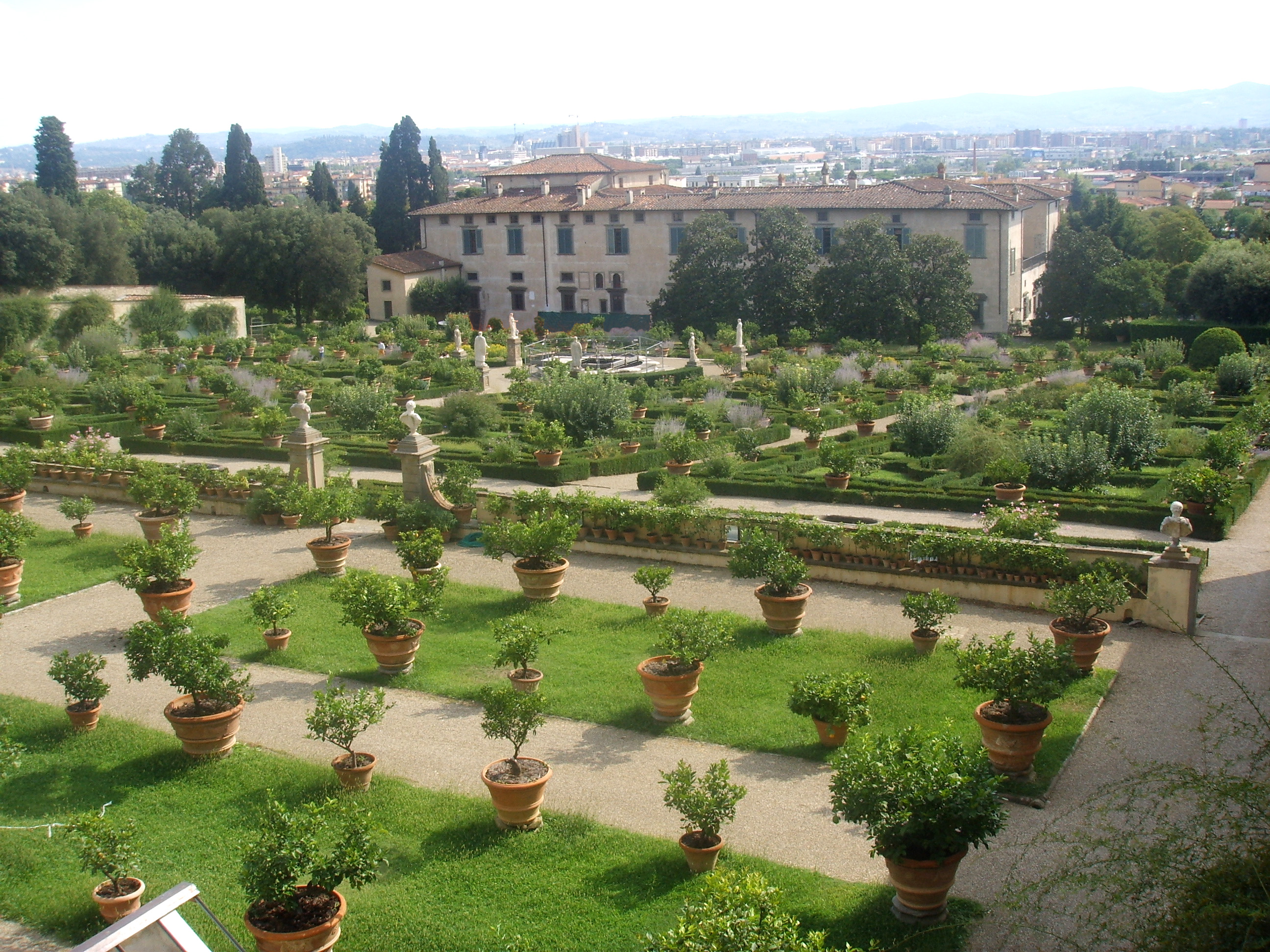
O jardim à italiana, com a villa ao fundo.

Frente à villa ainda se desdobra um cenográfico caminho arborizado, perpendicular à Via Sestese, que termina num grande largo ervoso semi-circular, circundado por um baixo muro, onde antigamente se encontravam tanques cheios de peixes, alimentados por dois canais laterais. Destes tanques a villa tomou um dos seus nomes, o de Villa del Vivaio. Originalmente estava previsto o seu prolongamento até ao Arno. O caminho arborizado é actualmente um parque público. O verdadeiro acesso ao jardim é feito, pelo contrário, através duma grande cancela colocada à esquerda da villa.

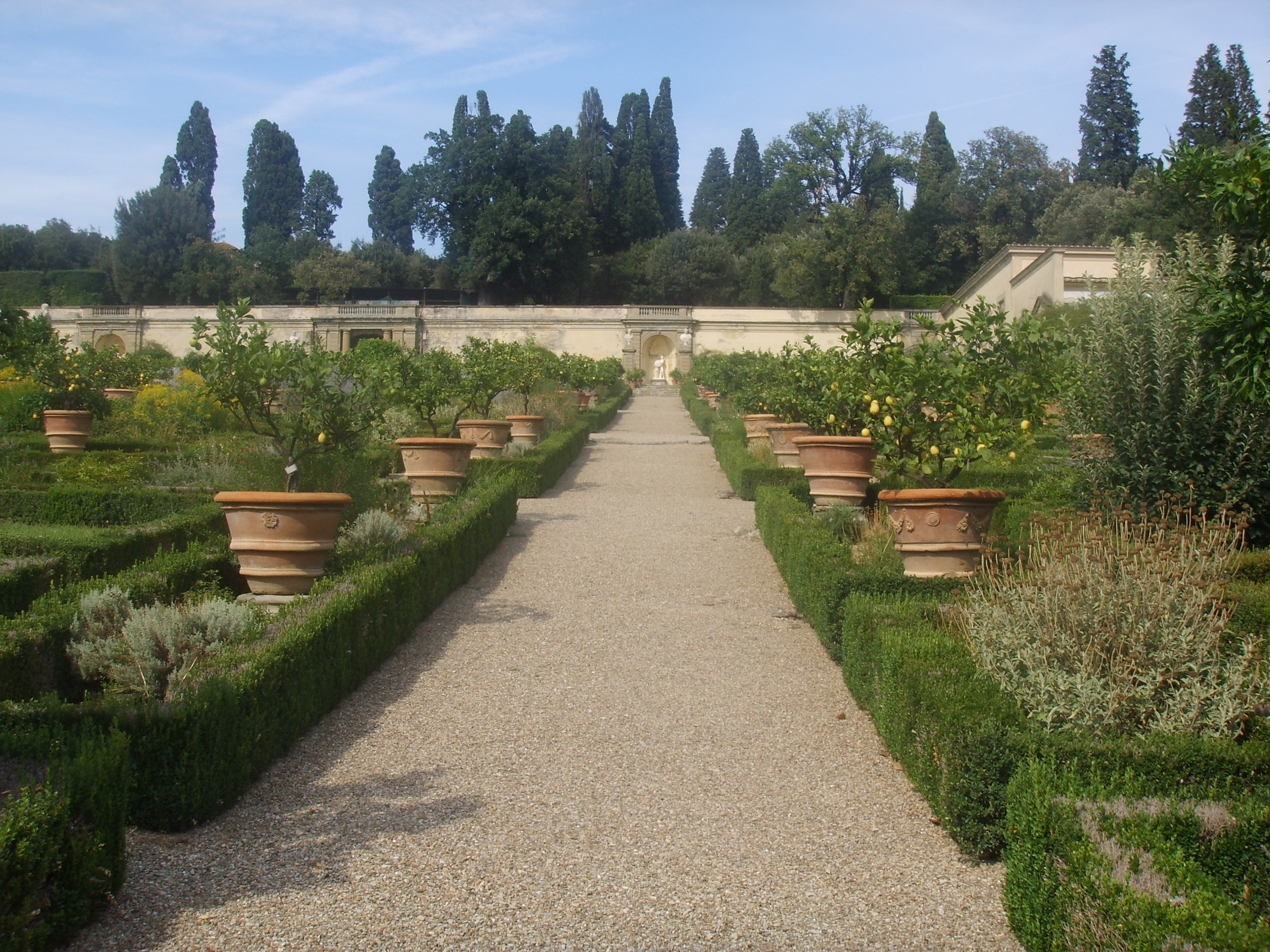
Perspectiva do jardim.

O jardim representa o exemplo melhor conservado de "jardim à italiana" segundo os cânones e as descrições de Leon Battista Alberti. Alguns elementos foram reconduzidos às suas origens quatrocentistas, como a forma compacta e geométrica, aqui disposta em três terraços em direcção às traseiras da villa, mas numerosas e de grande valor são também as adições do século seguinte, como a Gruta dos Animais, as figuras rústicas e a presença da água, mais típicas do Maneirismo. 
O jardim desenvolve-se em torno dum eixo central perpendicular à villa.

### Primeiro terraço

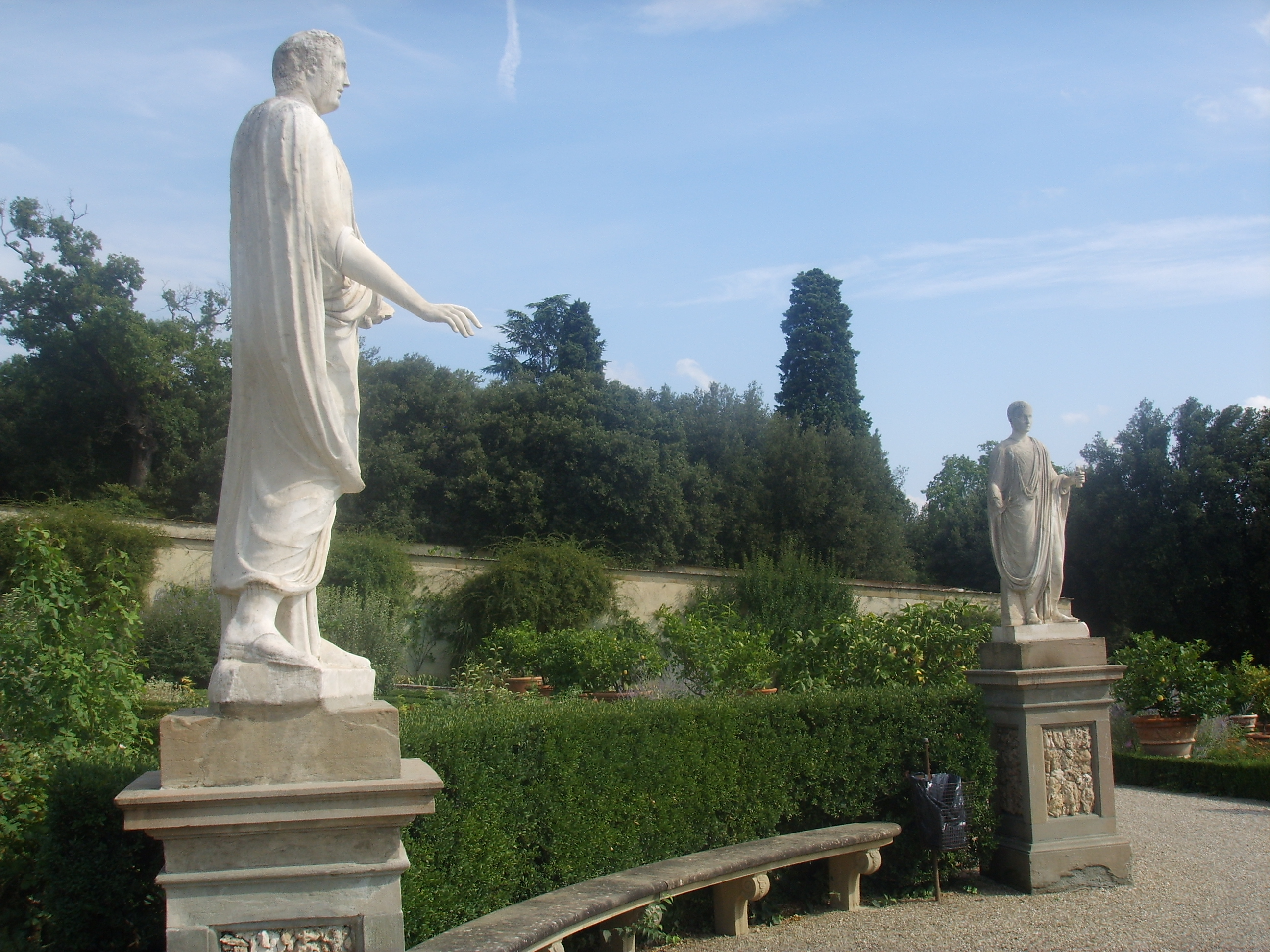
As esculturas em volta da fonte do primeiro terraço.

O primeiro terraço, quase um prolongamento da própria villa, apresenta 16 canteiros quadrados ou quadrangulares com uma grande fonte com tanque ao centro, obra de Tribolo, com a acolaboração de Pierino da Vinci (1538-1548), na qual se encontra a estátua de Bartolomeo Ammannati representando "Hércules e Anteu" (Ercole e Anteo). A fonte, que com o seu jacto de seis metros de altura ("sei braccia" - seis braços) era uma das maravilhas da engenharia do parque, hoje está desmontada e em restauro: foram realizadas cópias, enquanto os originais serão, provavelmente colocados no centro da villa, que poderá ser coberto com uma estrutura em aço e vidro semelhante à da Villa Medicea La Petraia. Antigamente, no centro do jardim encontrava-se a "Vénus-Florença" (Venere-Fiorenza) de Giambologna. Graças à luneta de Giusto Utens da série das ville medicee criada para a Sala das Villas da Villa Medicea di Artimino e conservada no Museo di Firenze com'era, sabe-se que pelo menos até 1599 a fonte era circundada por um pequeno bosque de loureiro e murta. Actualmente, pelo contrário, em torno do tanque estão dispostas algumas esculturas clássicas, colocadas no decurso do reordenamento de 1785-1788.

### Segundo terraço

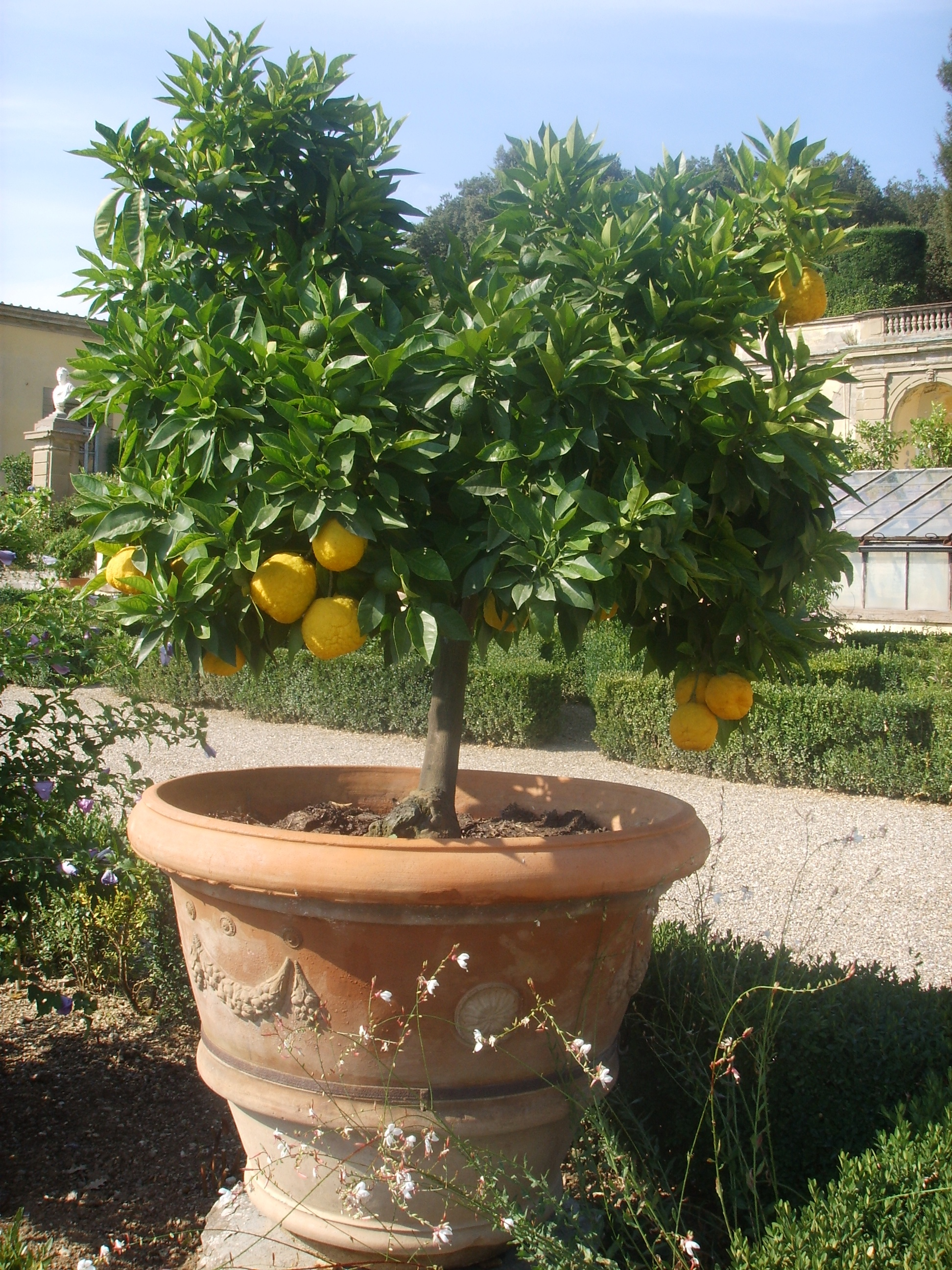
Vaso com uma espécie de limoeiro.

Duas estufas delimitam os lados do segundo terraço, conhecido como o "Jardim dos Citrinos" (Giardino degli agrumi). Na Primavera, em todos os terraços, mas sobretudo neste, é colocada ao ar livre a extraordinária colecção de cerca de 500 plantas de citrinos ornamentais em vaso, antigos, raros e valiosos, uma das mais importantes no seu género em todo o mundo. Estes citrinos, também chamados de "bizarrias" ("bizzarrie"), são fruto de enxertos e experimentações em todas as espécies conhecidas até à época dos Médici.

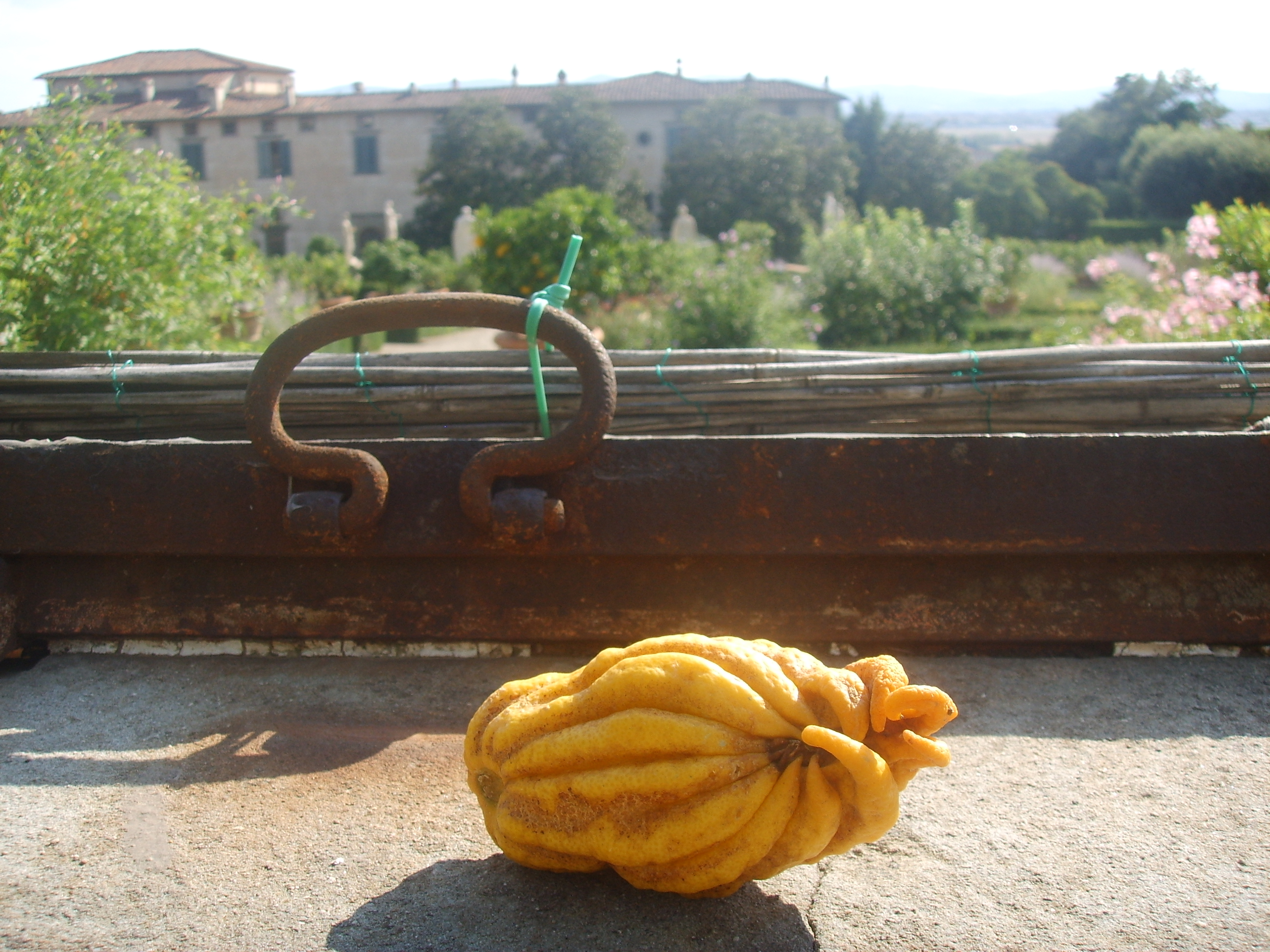
Um citrino com a villa ao fundo.

Os Médici, de facto, tinham uma verdadeira paixão por estas plantas, exóticas para os frescos Invernos da Toscânia, e difundiram esta moda por todas as famílias patrícias. Foram construídas limonaias para as plantas passarem o Inverno e para o seu cultivo foi difundido o estilo de grandes vasos em terracota que permitiam a deslocação sazonal. Os limões de Castello são os mais prezados de todas as Villas Médici no período da frutificação, no Verão, podendo-se admirar aqui variedades muito curiosas e raras: os enormes pomelos, os pequenos limonetes polidos ou com veios verdes, o limão desfiado, as cidras perfumados, entre muitos outros.
O passeio é decorado com seixos de rio com várias cores, e esconde jogos de água com jactos pela terra, activados só em ocasiões especiais.

#### Imagens da colecção de citrinos

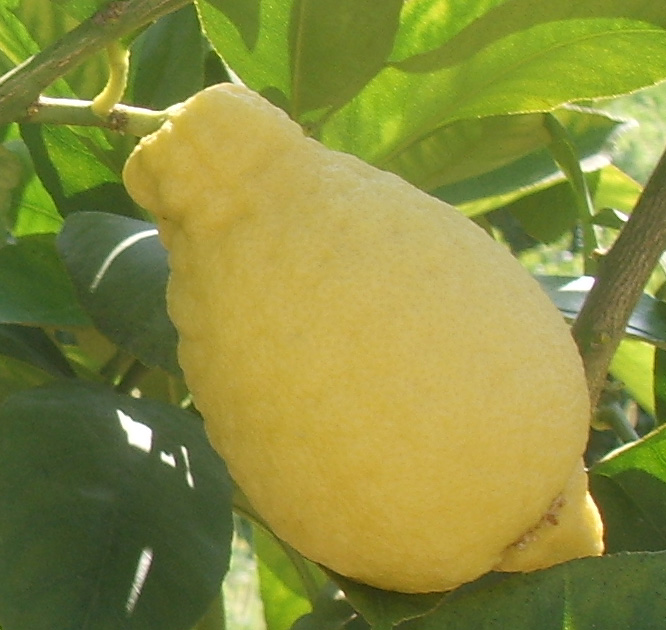
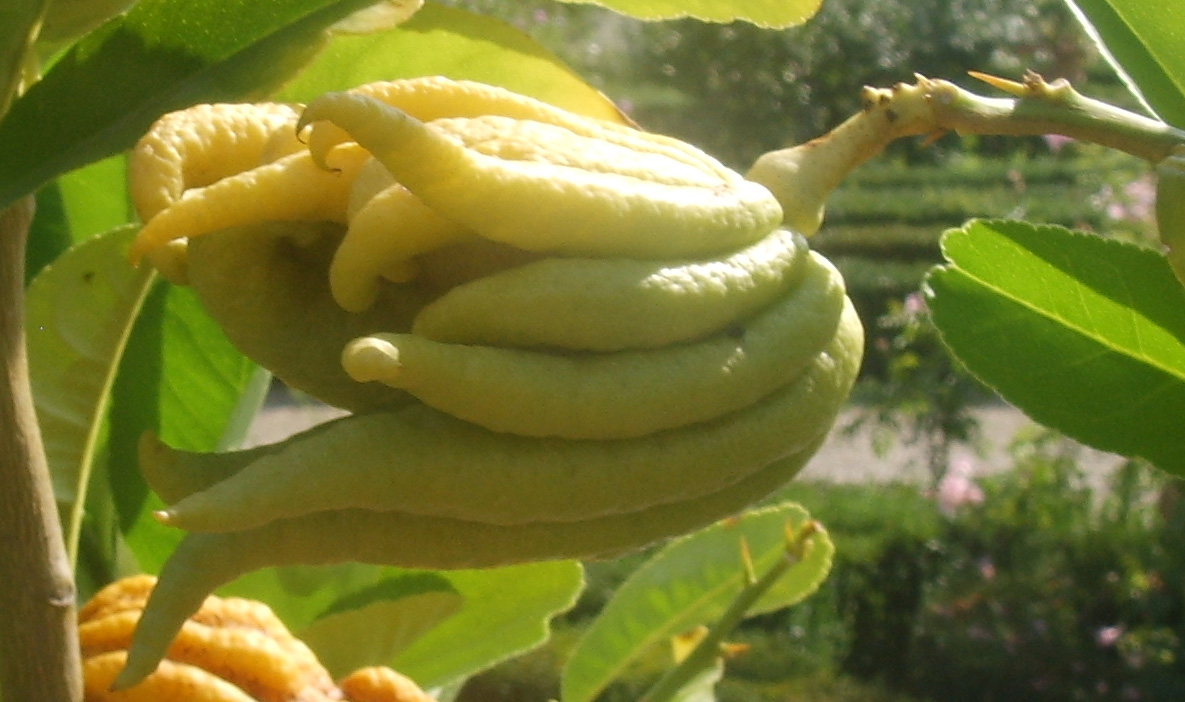
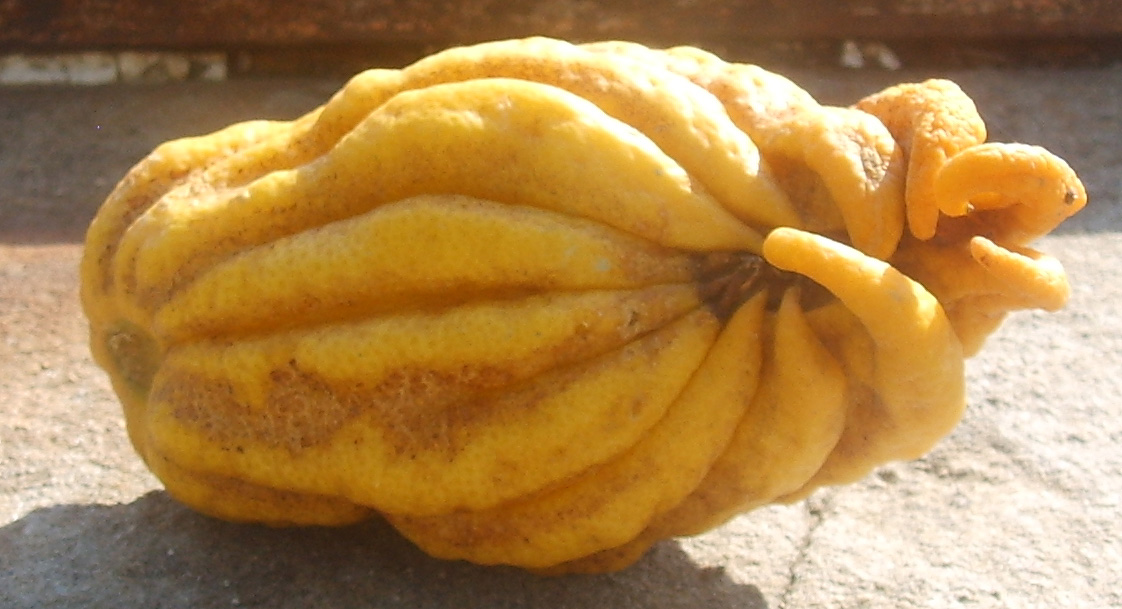
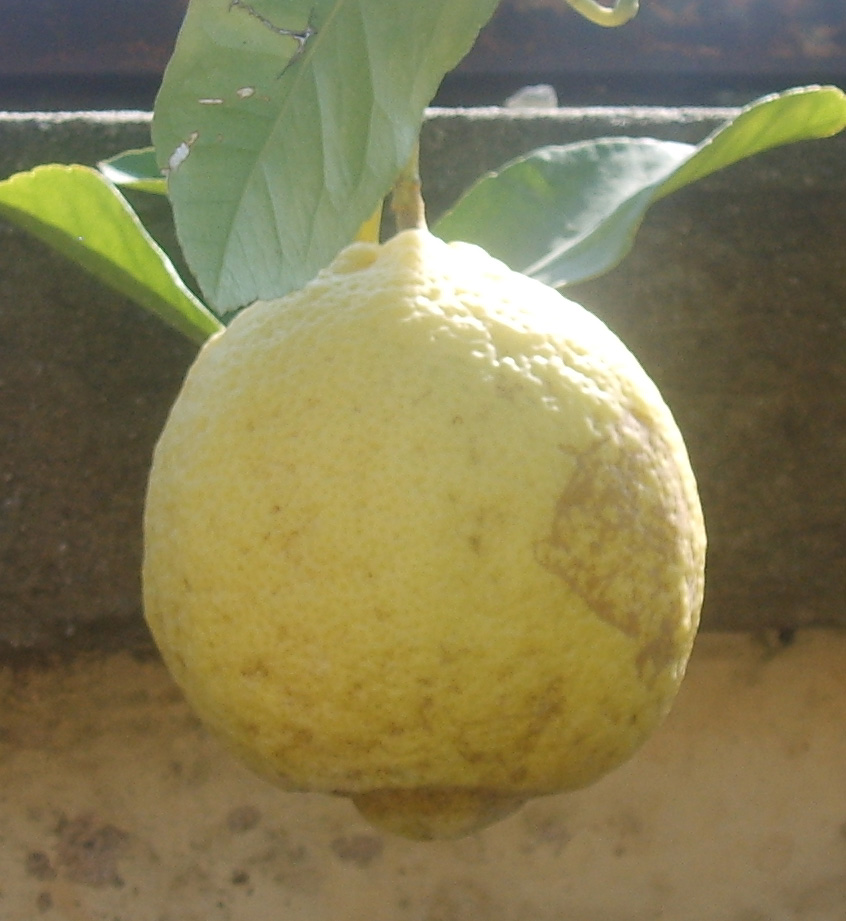
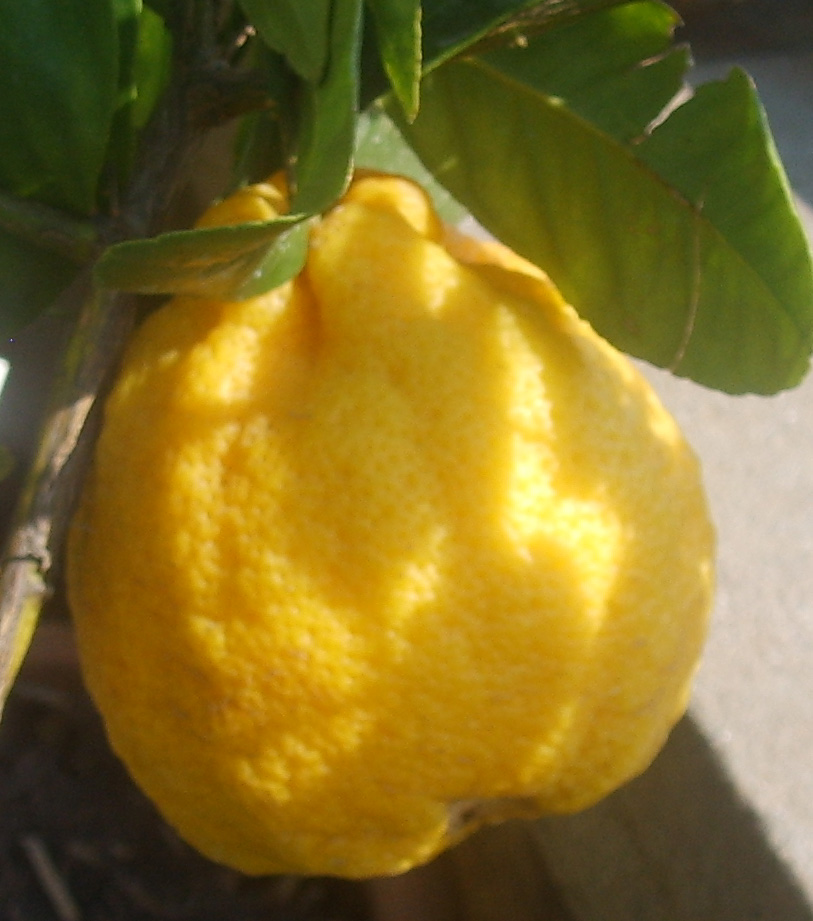
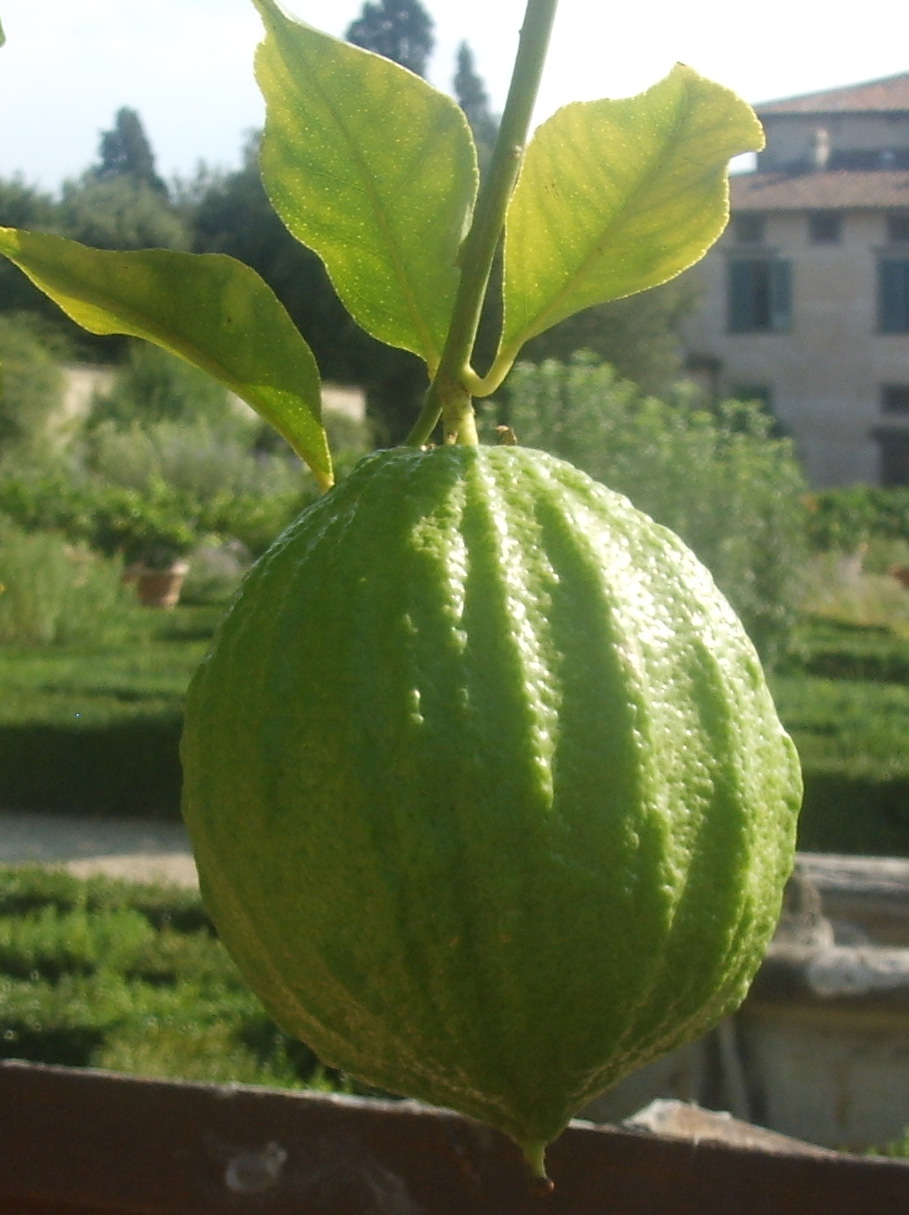
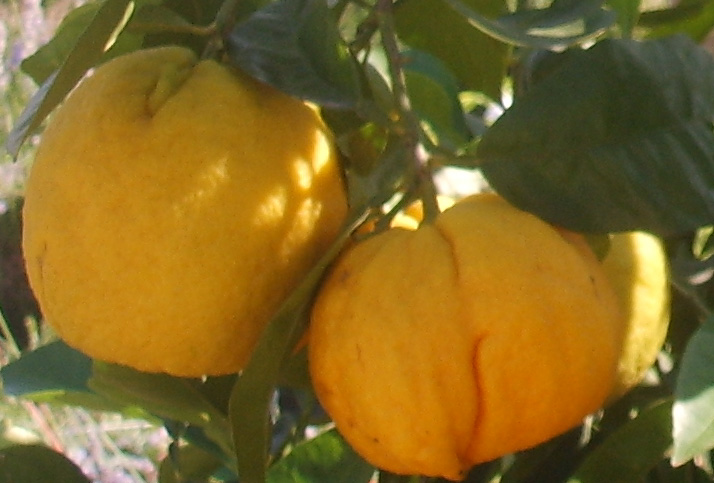
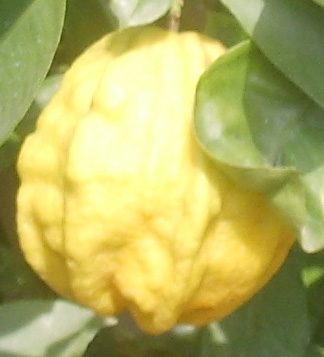
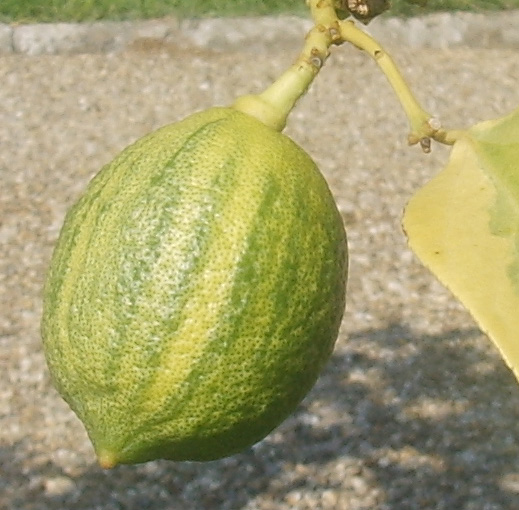
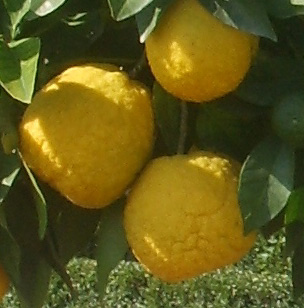
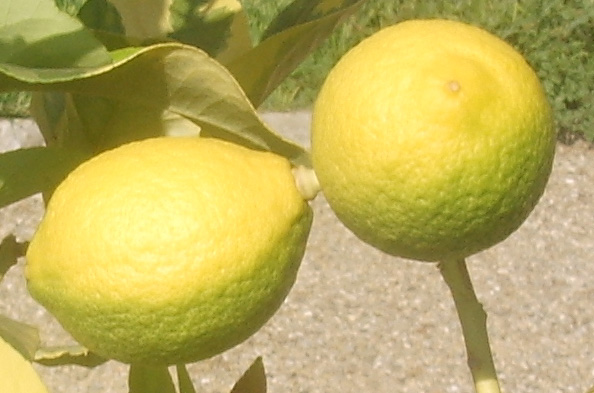
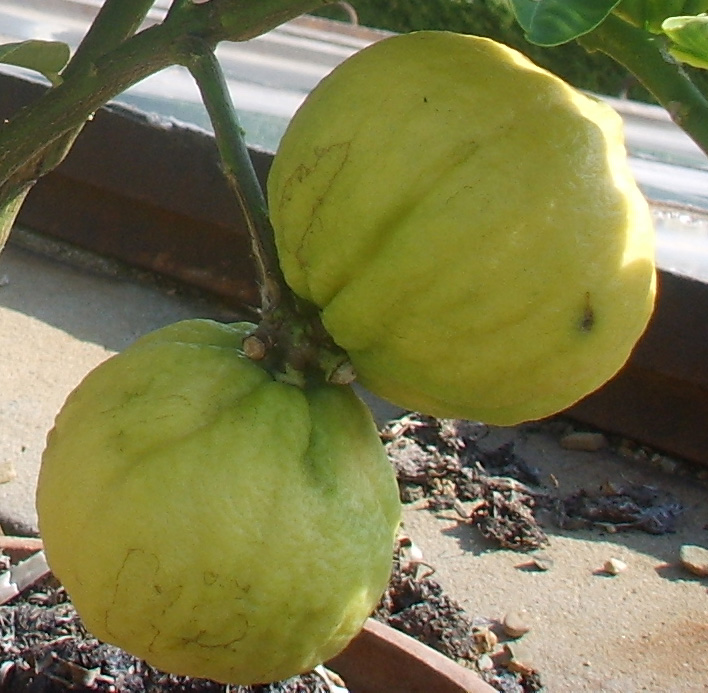
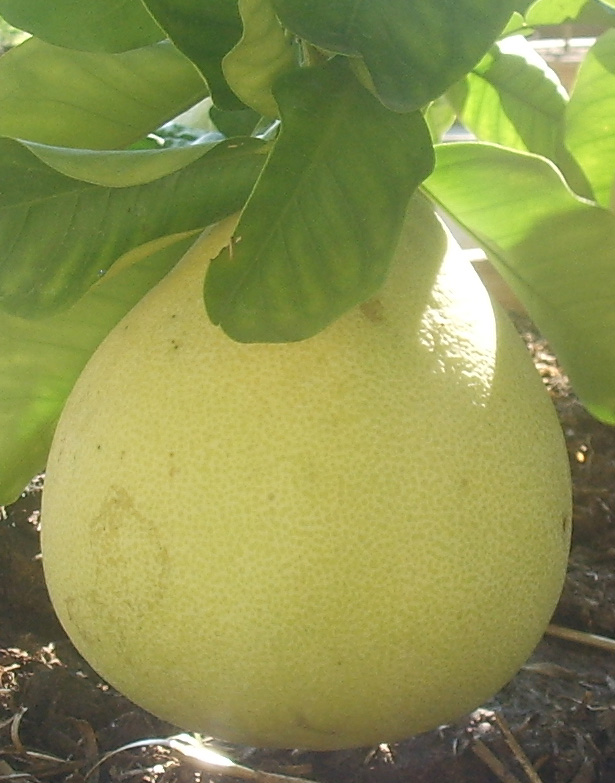
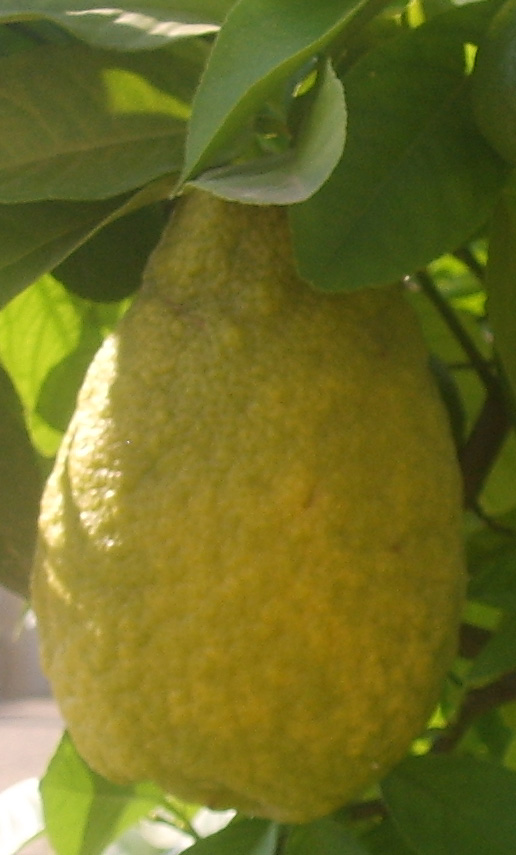
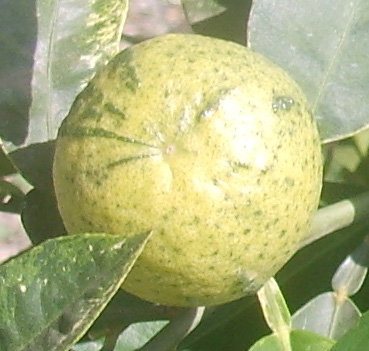

### A Gruta dos Animais

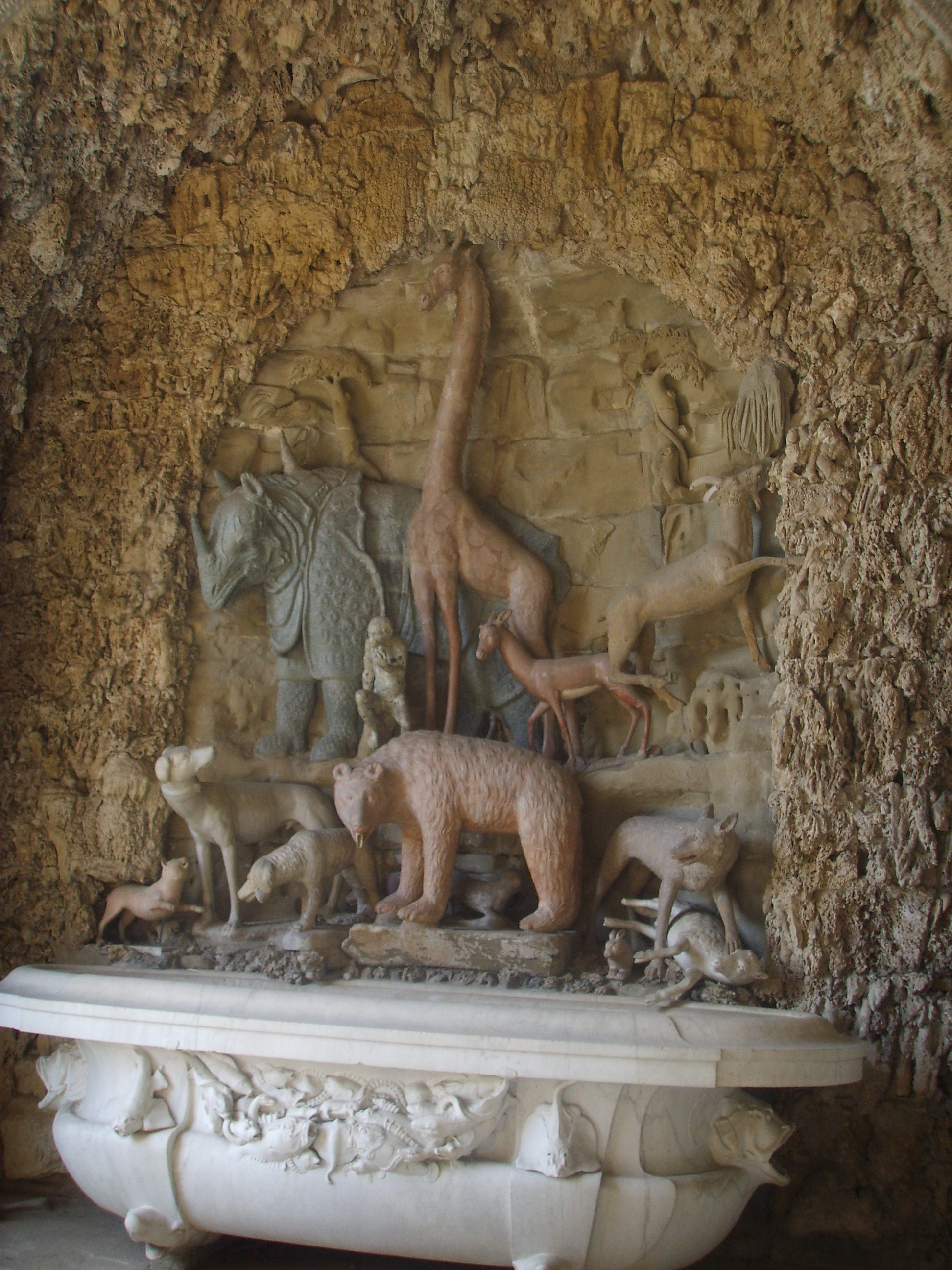
A primeira bacia (esquerda)

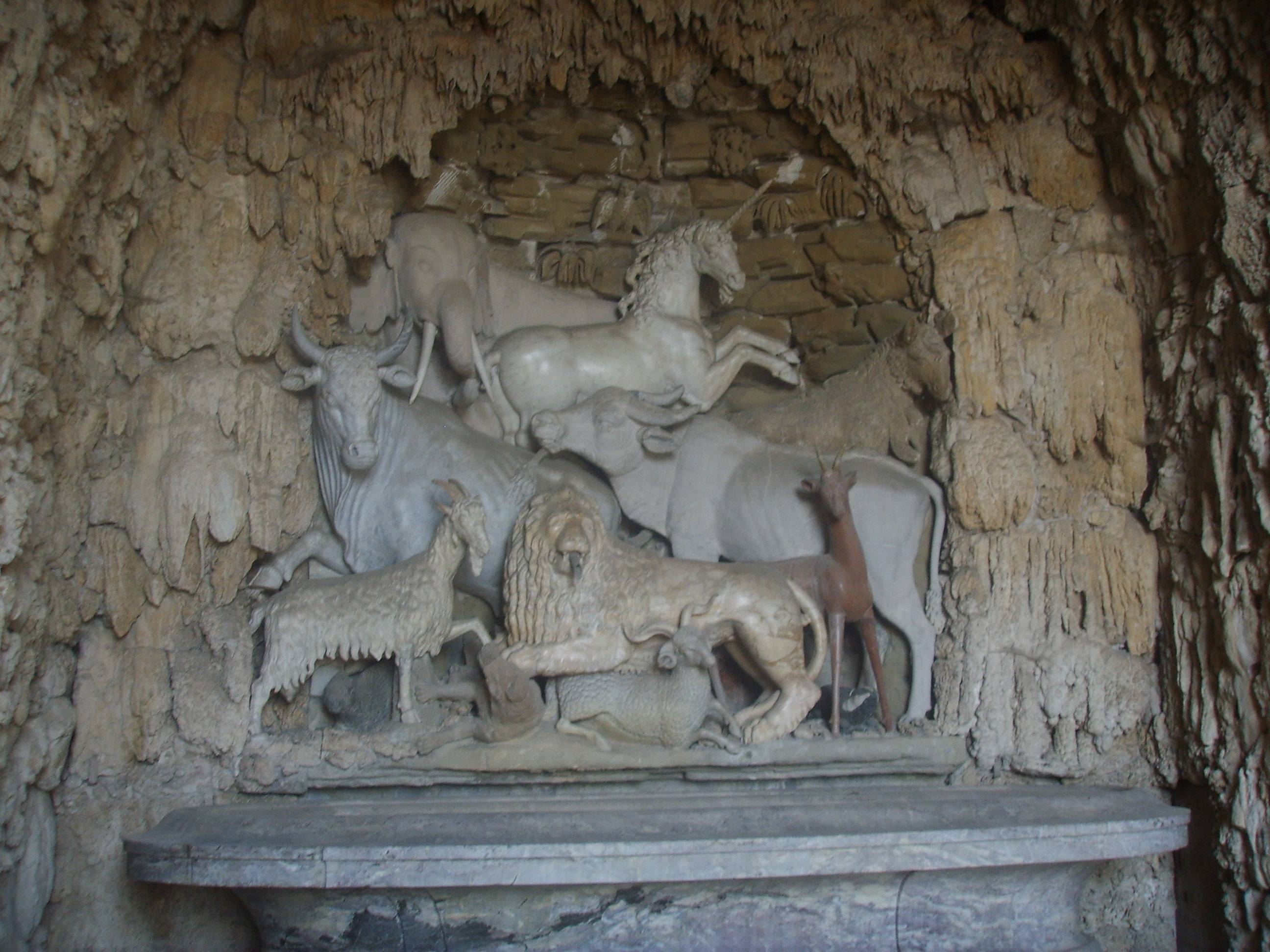
A segunda bacia (centro)

A Gruta dos Animais (Grotta degli Animali) é um dos ambientes arquitectónicos mais sugestivos e relevantes da arquietctura maneirista, por ter sido realizada num período no qual as características do novo estilo não estavam ainda bem definidas. Foi realizada por Tribolo, que, além da arquitectura, esculpiu directamente as bacias, e talvez terminada por Giorgio Vasari, valendo-se das esculturas de Giambologna, uma pequena parte das quais, representando várias aves, se encontra hoje no Bargello. Montaigne, que visitou o jardim em 1581, ficou encantado com a gruta e descreveu-a nas memórias da sua viagem pela Itália.

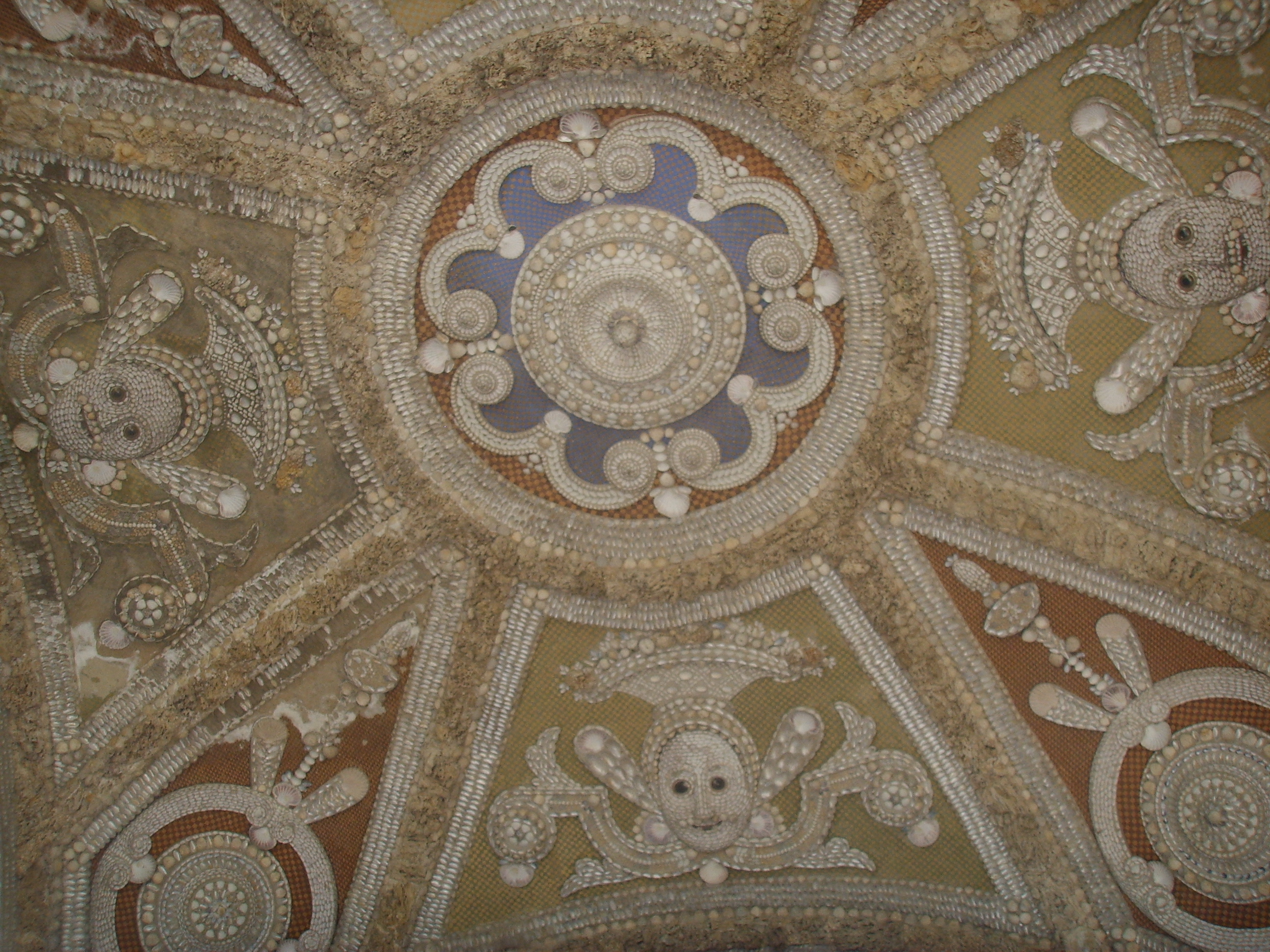
Decoração do tecto

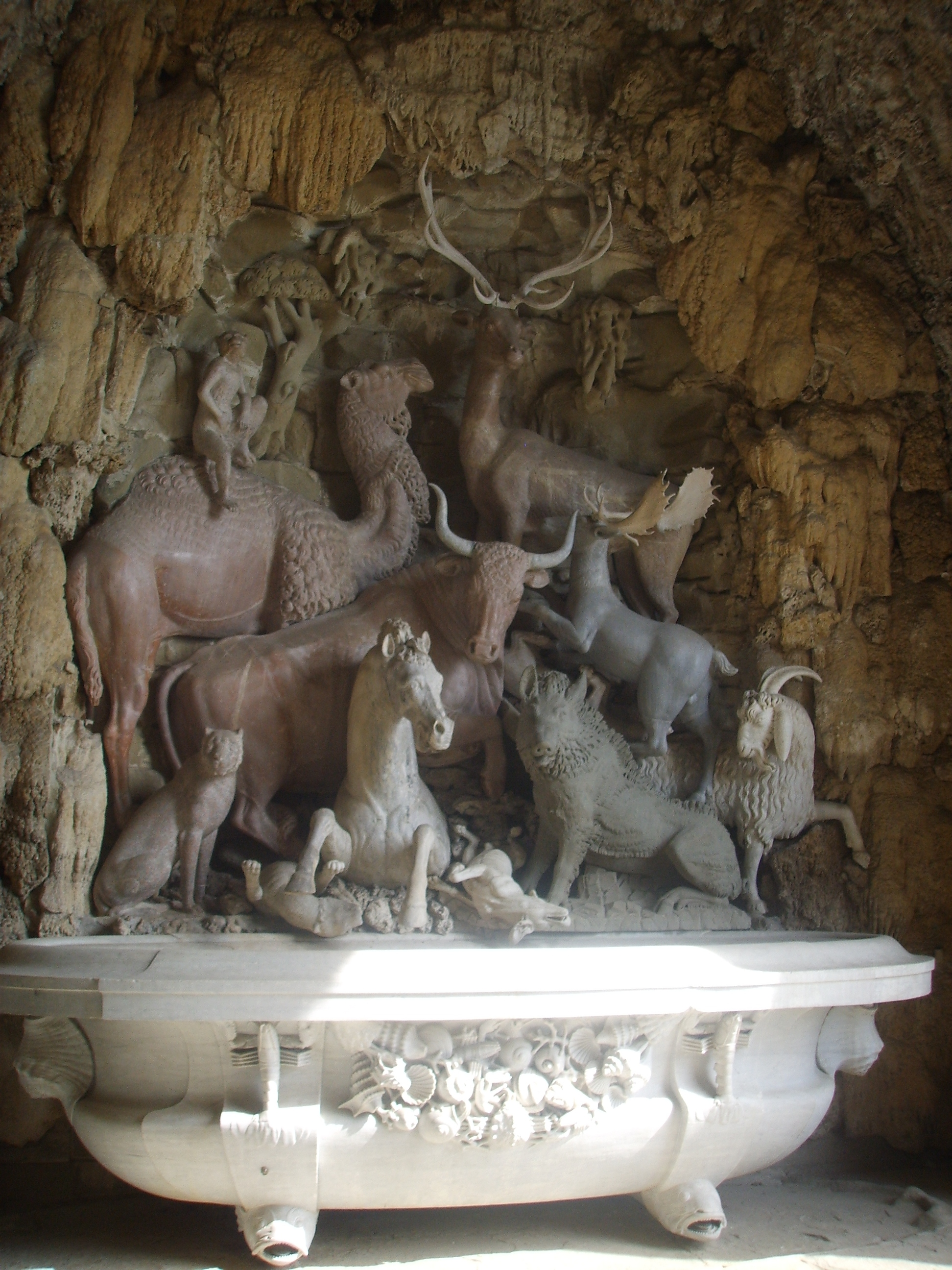
A terceira bacia (direita)

A gruta é acedida por um portal flanqueado por duas colunas toscanas, e é completamente revestida de concreção calcária (chamada de "spugne" - espuma), enquanto no tecto da primeira câmara e no arco que conduz à segunda se encontram mosaicos polícromos com motivos geométricos e figurativos, feitos com pedras e conchas. O interior é composto por uma divisão principal e uma segunda mais pequena que se abre como uma '"abside". Em cada um dos lados está presente uma fonte comportada por uma bacia em mármore, encimada por grupos de animais esculpidos em pedras diversas, que constituem um conjunto decorativo polícromo de grande impacto. Um complexo sistema hidráulico alimenta uma série de jactos que se originam dos animais ou se encontram no pavimento, oferecendo ao visitante a surpresa dos jogos de água, que refrescavam a atmosfera do calor e deixavam a rocha luminosa e cintilante como numa atmosfera irreal. Ao centro da gruta existia uma estátua de Orfeo, que na mitologia encantava os animais com a música, descrita pelos antigos viajantes e removida numa época imprecisa.
A primeira bacia, à esquerda, é em mármore e está decorada por uma estupenda composição de peixes e outros animais marinhos. Sobre esta está disposta a estátua da girafa avermelhada, o rinoceronte amarelo (realizado a partir de gravuras, como aquela célebre de Dürer e bem diferente da constituição anatómica natural, o urso em pedra encarnada, o macaco, o cão, o gato, o lobo que está para desmembrar uma ovelha, e a cabra.
A segunda bacia, frente à entrada, é em mármore vermelho de Seravezza e sobre ela estão representados o elefante, o unicórnio, o leão, a cabra, o boi, o touro e algumas ovelhas.
A terceira bacia, em mármore branco com decoração de conchas esculpidas, é encimada pelo javali em pedra escura (muito semelhante ao da Fontana del Porcellino e provavelmente copiado da mesma estátua helénica presente na Galleria degli Uffizi), o cavalo, o touro, a cabra, o camelo, o leopardo (epresentado de forma estilizada como nos afrescos renascentistas), o alce, o cervo e o macaco.
Aolado da gruta abrem-se dois nichos com bacias  e os moldes das esculturas dos gladiadores, obra de Domenico Pieratti, uma das quais fruto da integração de uma estátua antiga, cópia romana de um original atribuído a Lísipo, e cujos originais estão na Villa Medicea La Petraia.

#### Outras imagens da gruta

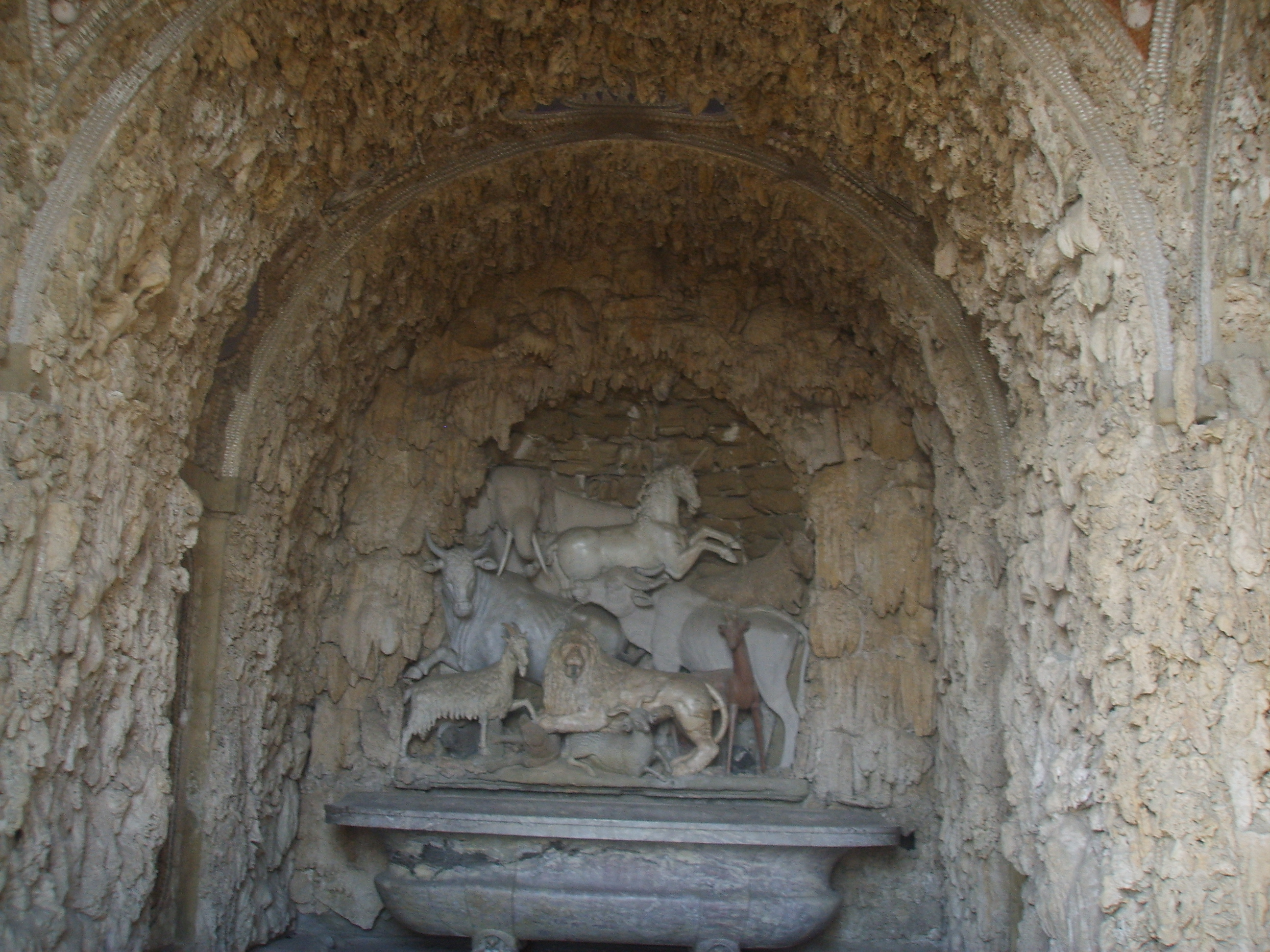
Bacia da esquerda
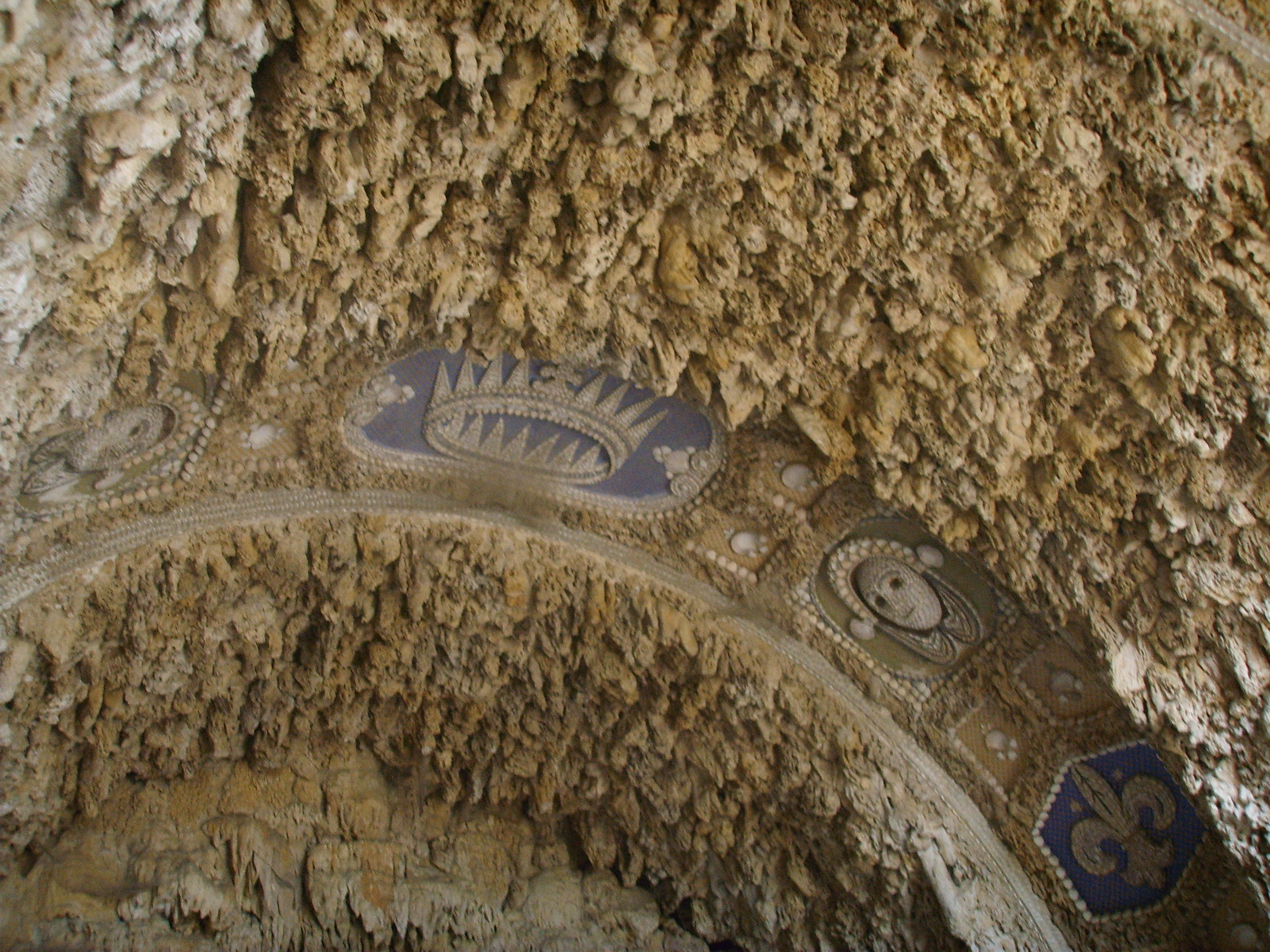
Detalhe
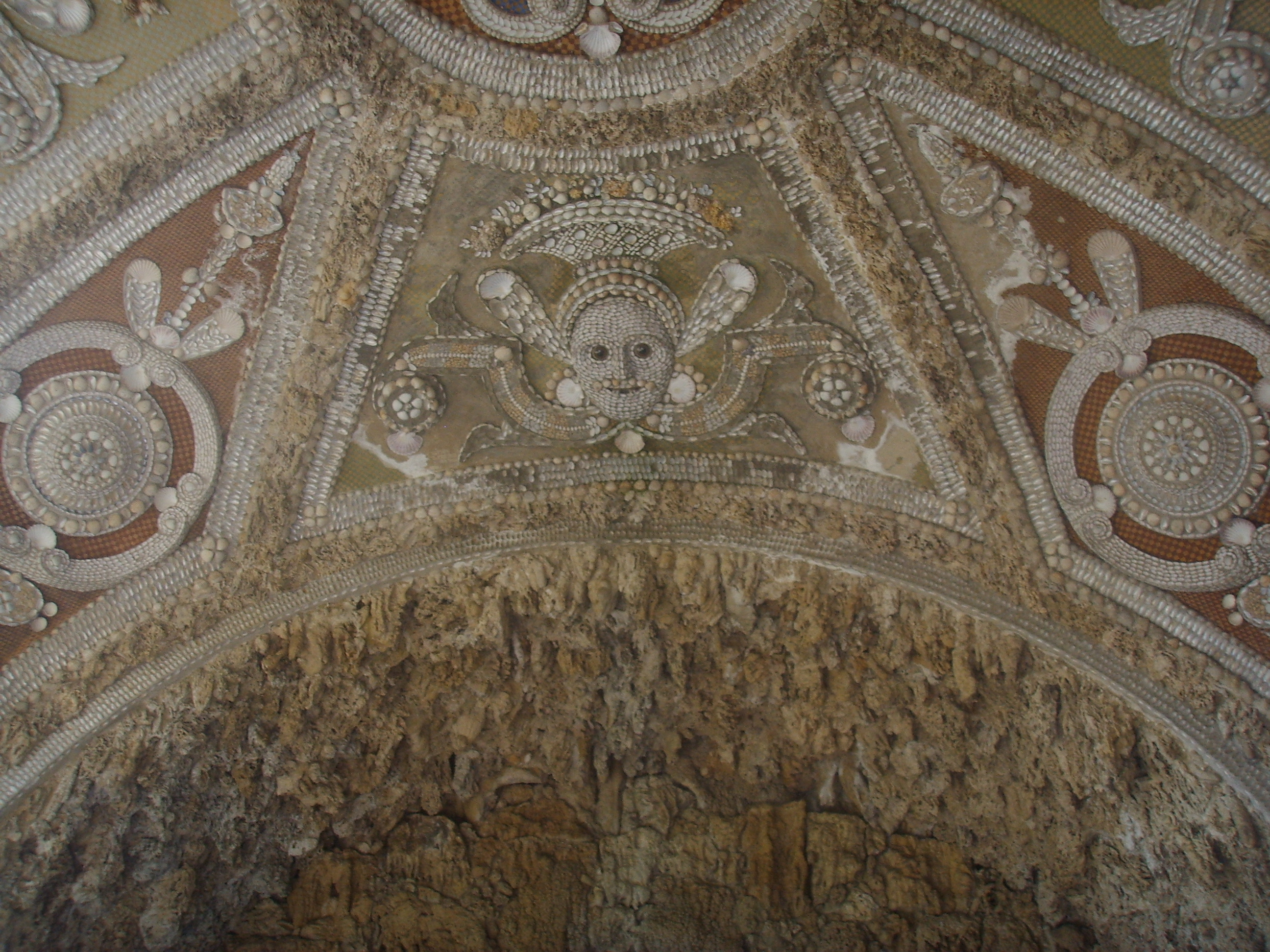
Detalhe
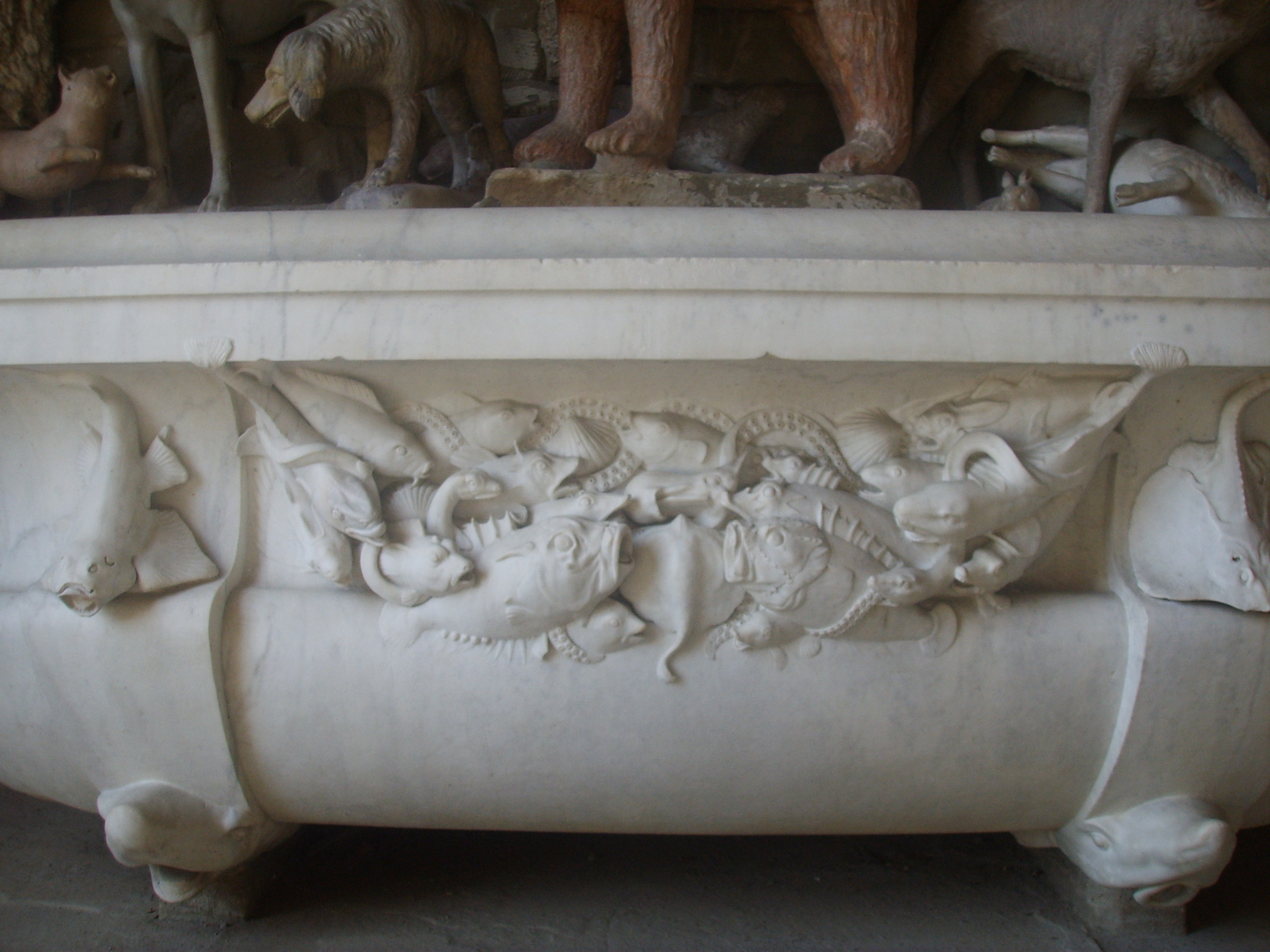
Bacia da esquerda, detalhe
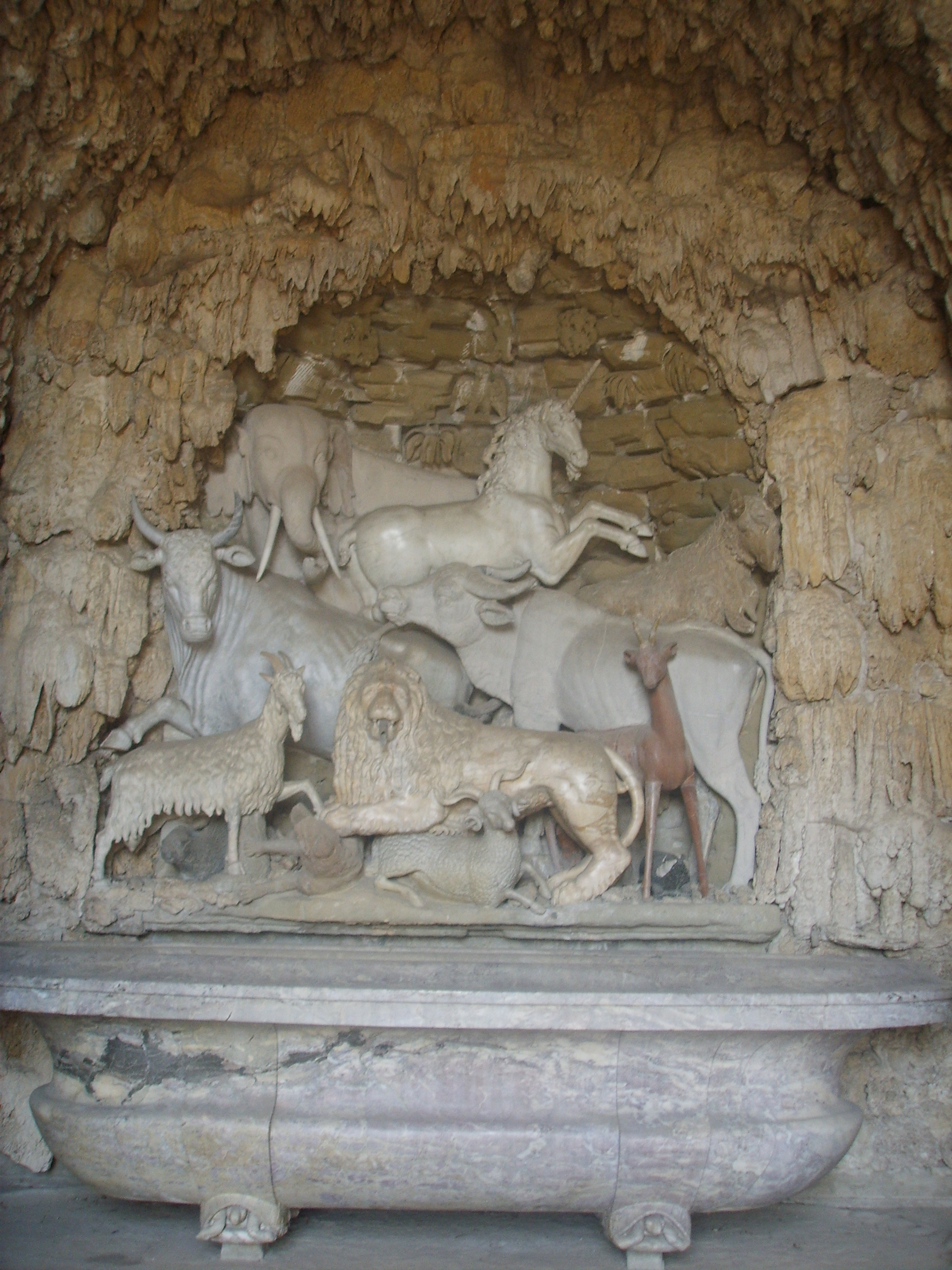
Bacia central

### Os jardins secretos

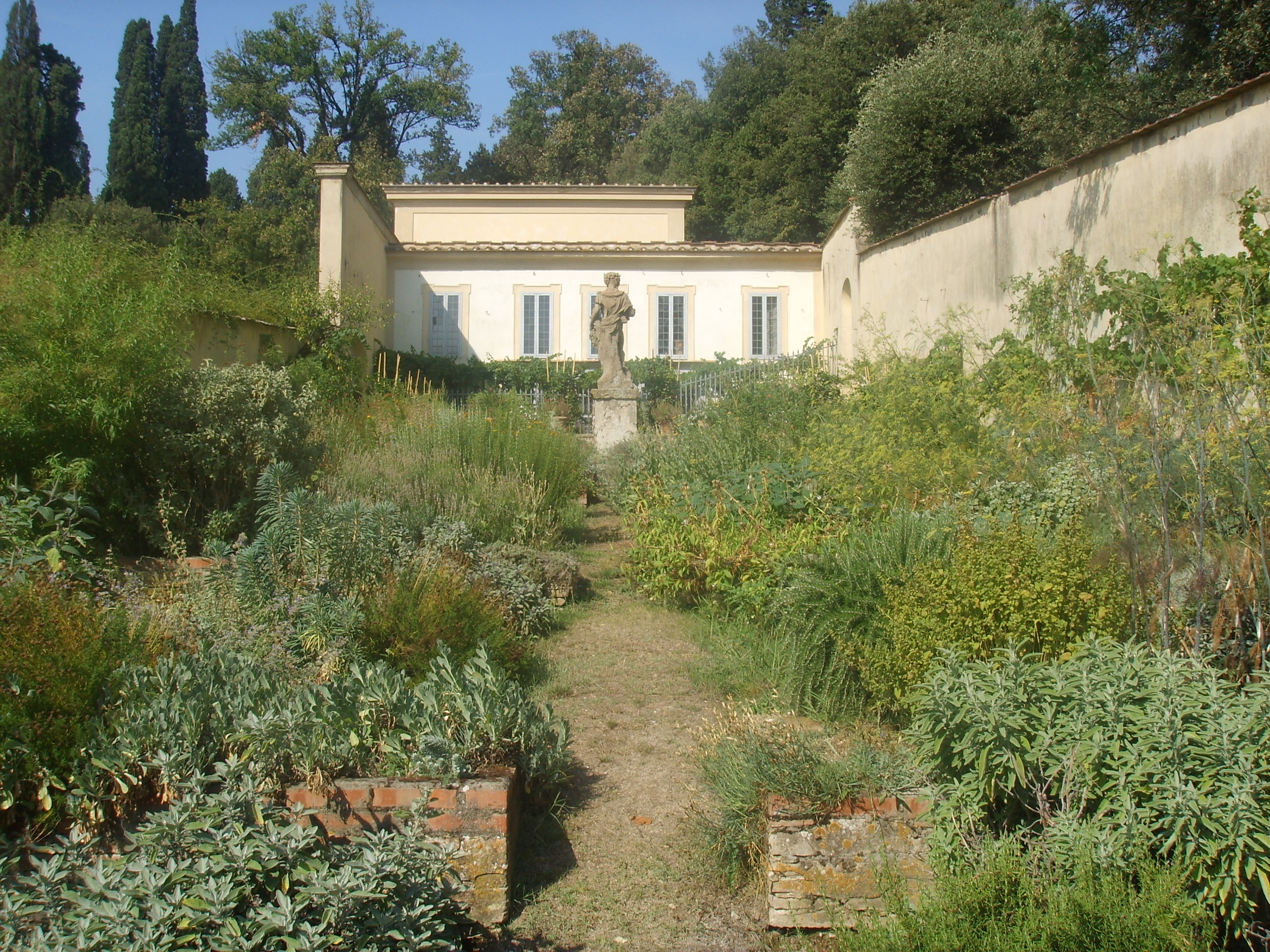
O jardim secreto, ou Ortaccio.

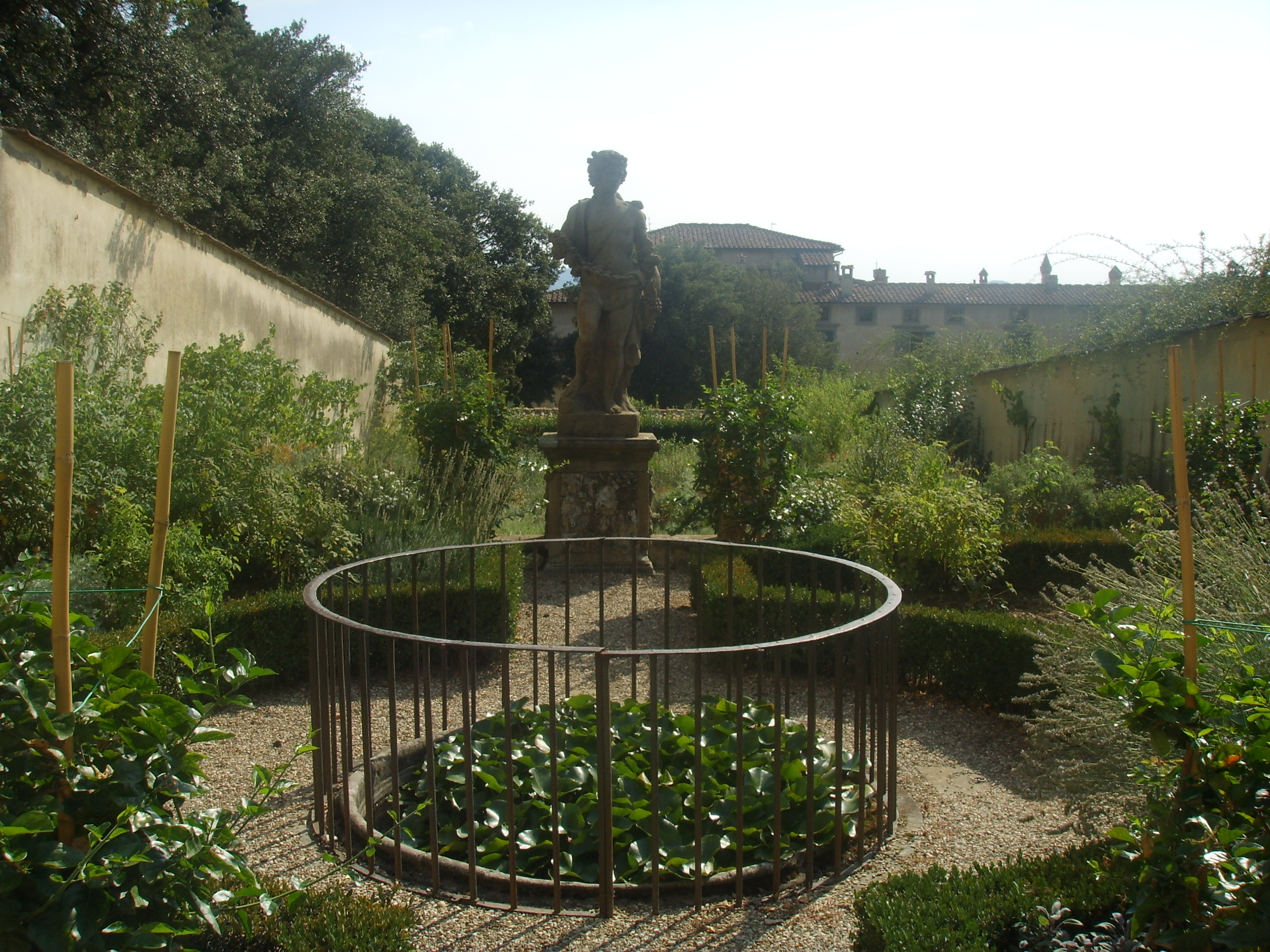
O jardim secreto.

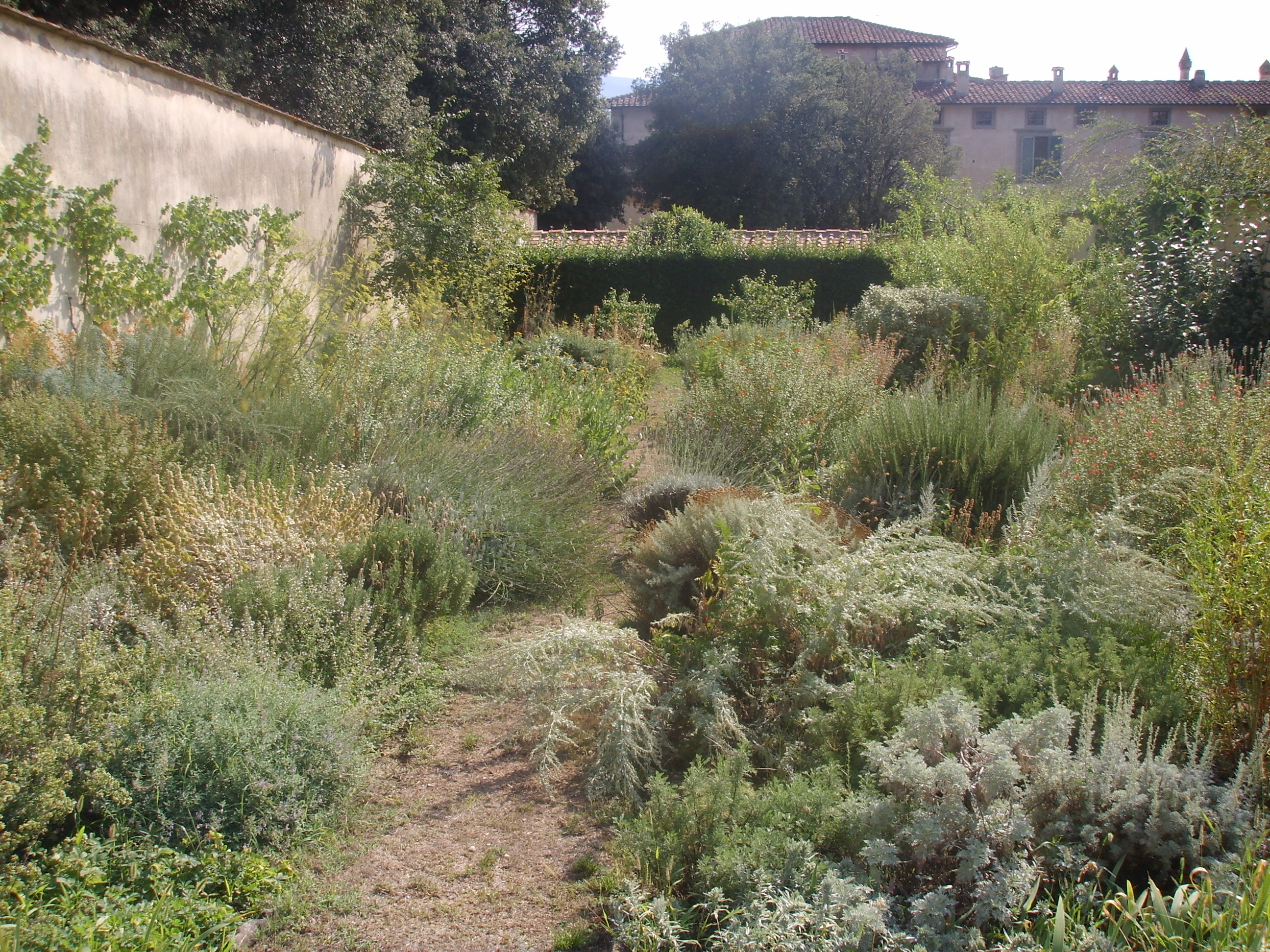
O jardim secreto.

Dois pequenos jardins secretos, laterais em relação ao espaço central, são contíguos às duas grandes limonaias, tendo sido criados pelos Lorena. Estes jardins possuem altos muros que os circundam e os tornam invisíveis a partir das outras zonas dos jardins. Nestes ambentes, dos quais, com um olhar menos atento, não se consegue perceber sequer a existência a partir do exterior, os residentes da villa podiam estar em isolamento e recolhimento absoluto, numa espécie de Arcadia.
No sitaudo a este, denominado também como Ortaccio, esteva construída uma cabana, colocada sobre um agrande árvore, cujo interior continha uma mesa de mármore com fonte musical. No decorrer do século XVII foi construída a chamada Stufa dei mugherini, um pavilhão-estufa que hospeda no Inverno a colecção de jasmins, iniciada por Cosme III, entre os quais se encontra o raro jasmim duplo indiano de Goa, dito mugherino, de onde resulta o nome da estufa. Actualmente contém um jardim aromático, onde além dos jasmins estão presentes exemplares luxuriantes de lavanda, funcho, timo, alecrim e outros. Aqui se encontra uma estátua do "Outono" (Autunno), ou "Divindade Agreste" (Divinità agreste), recentemente restuarada, em pietra serena.
O outro pequeno jardim, chamado dell'imbrecciato, pela pavimentação polícroma, estava ligado à cozinha de uso exclusivo pelo dono da casa. Aqui esteve, em tempos, colocada uma estátua de Esculápio, deus da medicina, das ervas e, deste modo, da despensa.

### A Fonte doGennaio

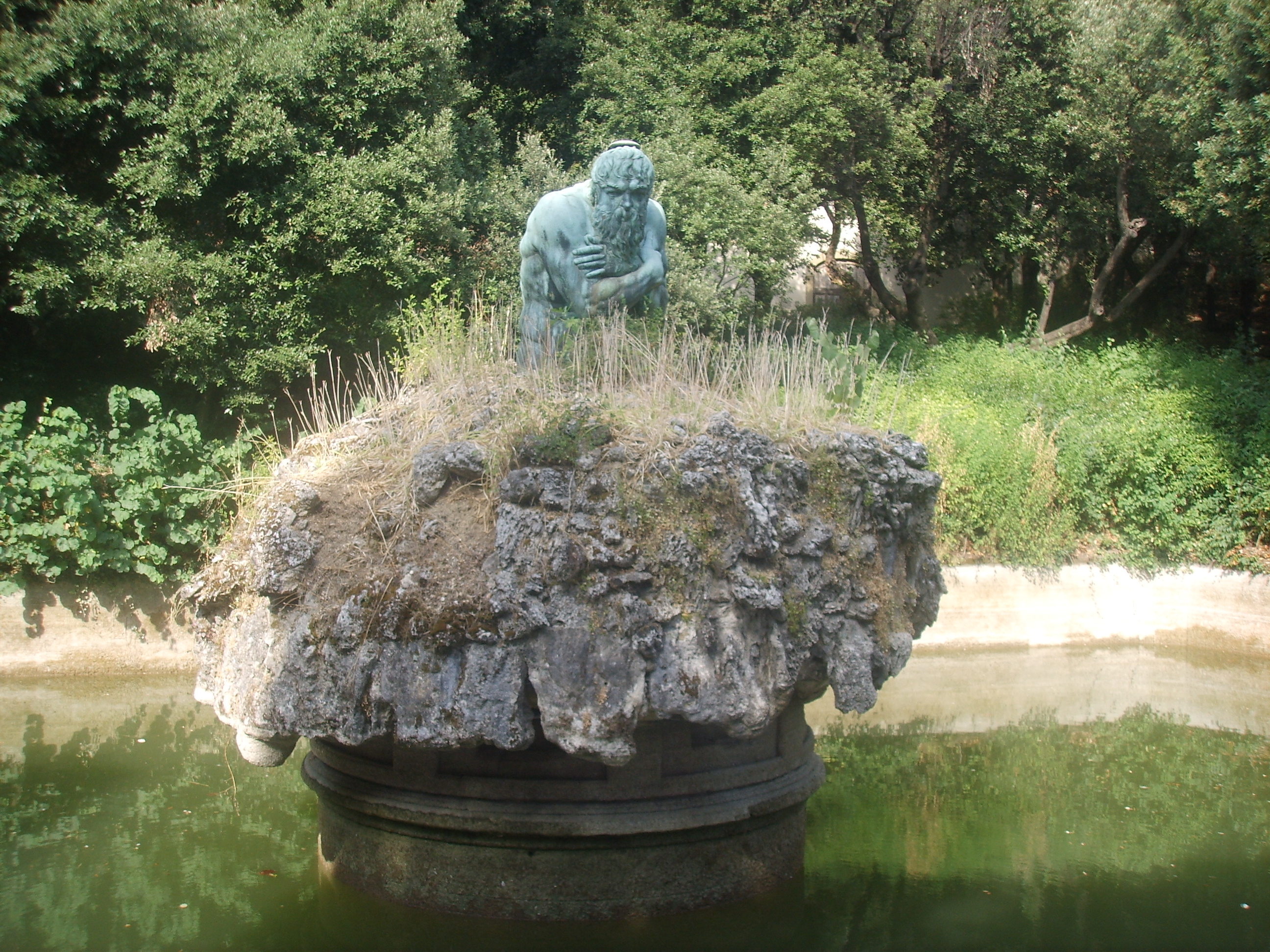
O Gennaio, ou Appennino, de Bartolomeo Ammannati.

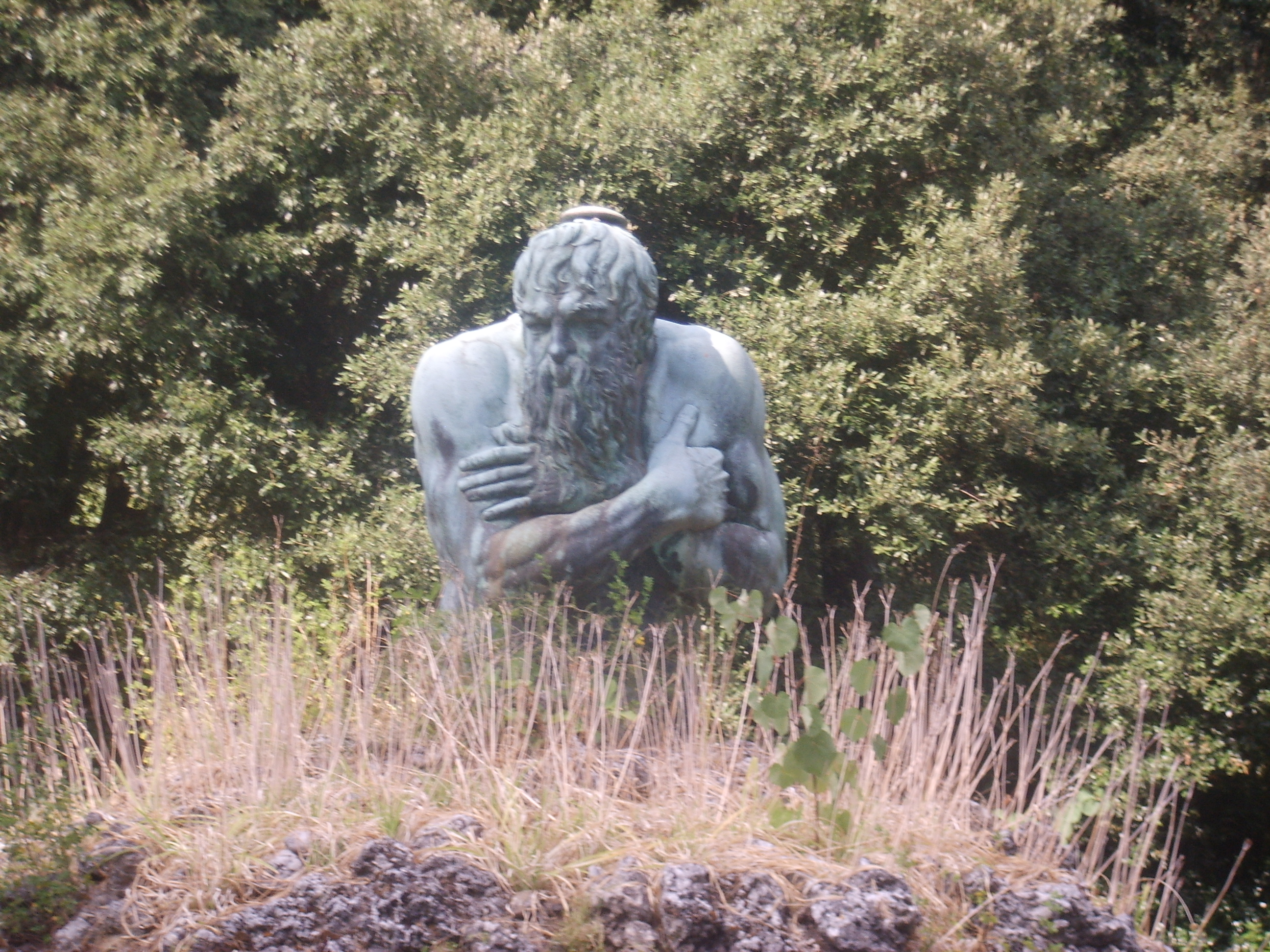
Pormenor do Gennaio.

Daqui, duas rampas de escadas cobertas, postas aos lados do jardim à italiana, levam ao nível superior, onde se encontra "o selvagem" ("il selvatico"), ou seja, a zona do bosque, onde se encontra o tanque quadrangular da Fonte do Gennaio, ou do Appennino, que toma o nome da estátua em bronze colocada no centro sobre uma base esponjosa, obra de Bartolomeo Ammannati (datável entre 1563 e 1565), que representa um velho que tenta proteger-se do frio com os braços. Originalmente, da cabeça da estátua saía um jacto de água em guarda-chuva. O tanque serve paar recolher e fazer confluir a água proveniente dos aquedutos da Castellina e da Petraia.
Esta parte do jardim é composta por um bosque cerrado, com azinheiras e carvalhos. Daqui parte o grande parque à inglesa, com um bosque assinalado por vielas rectilíneas com regueiras, realizado na década de 1820 pelos Lorena, além do qual se estendia, antigamente, o campo da propriedade agrícola, cultivada com vinhas e oliveiras.

### Outras imagens do parque

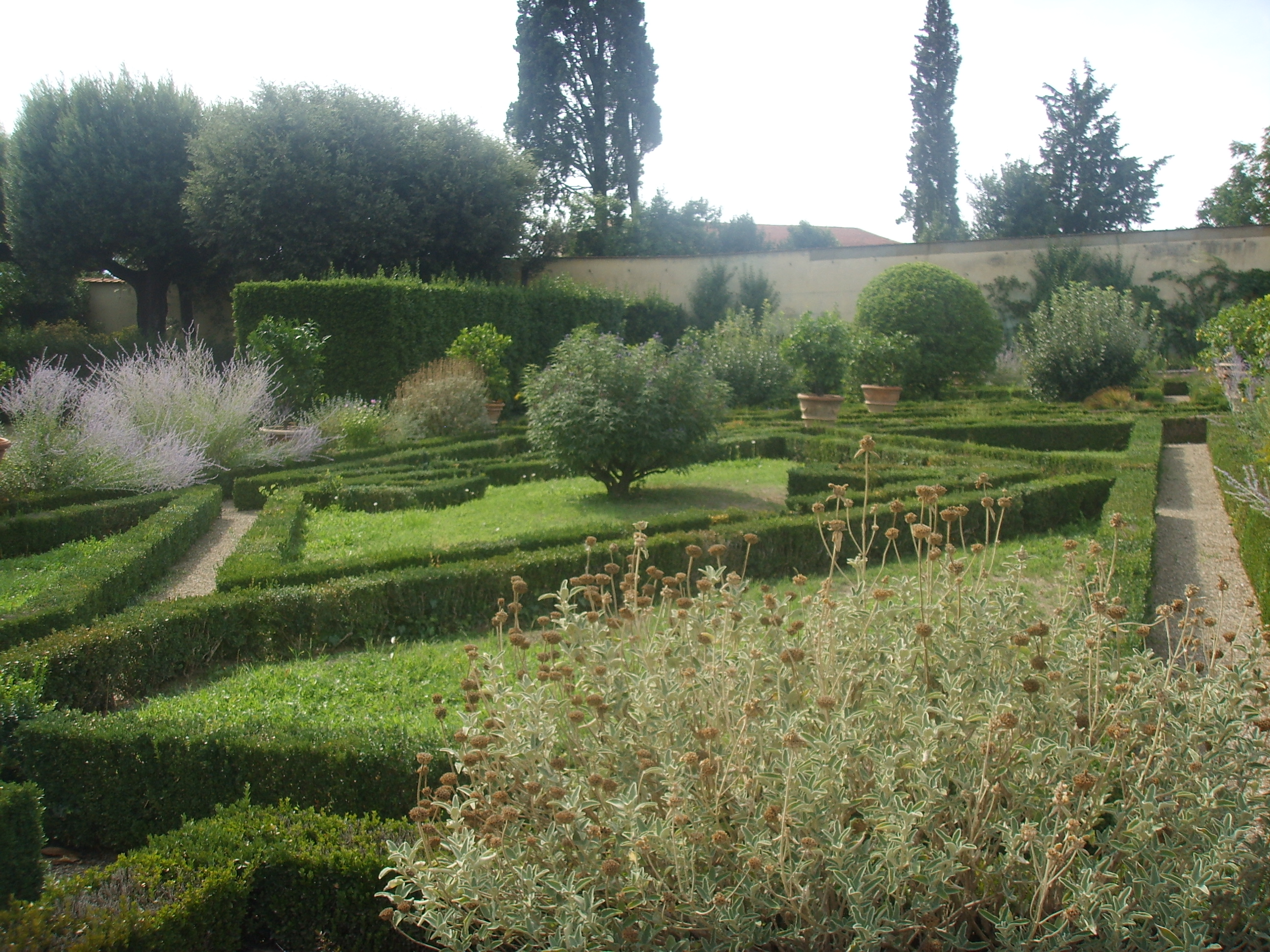
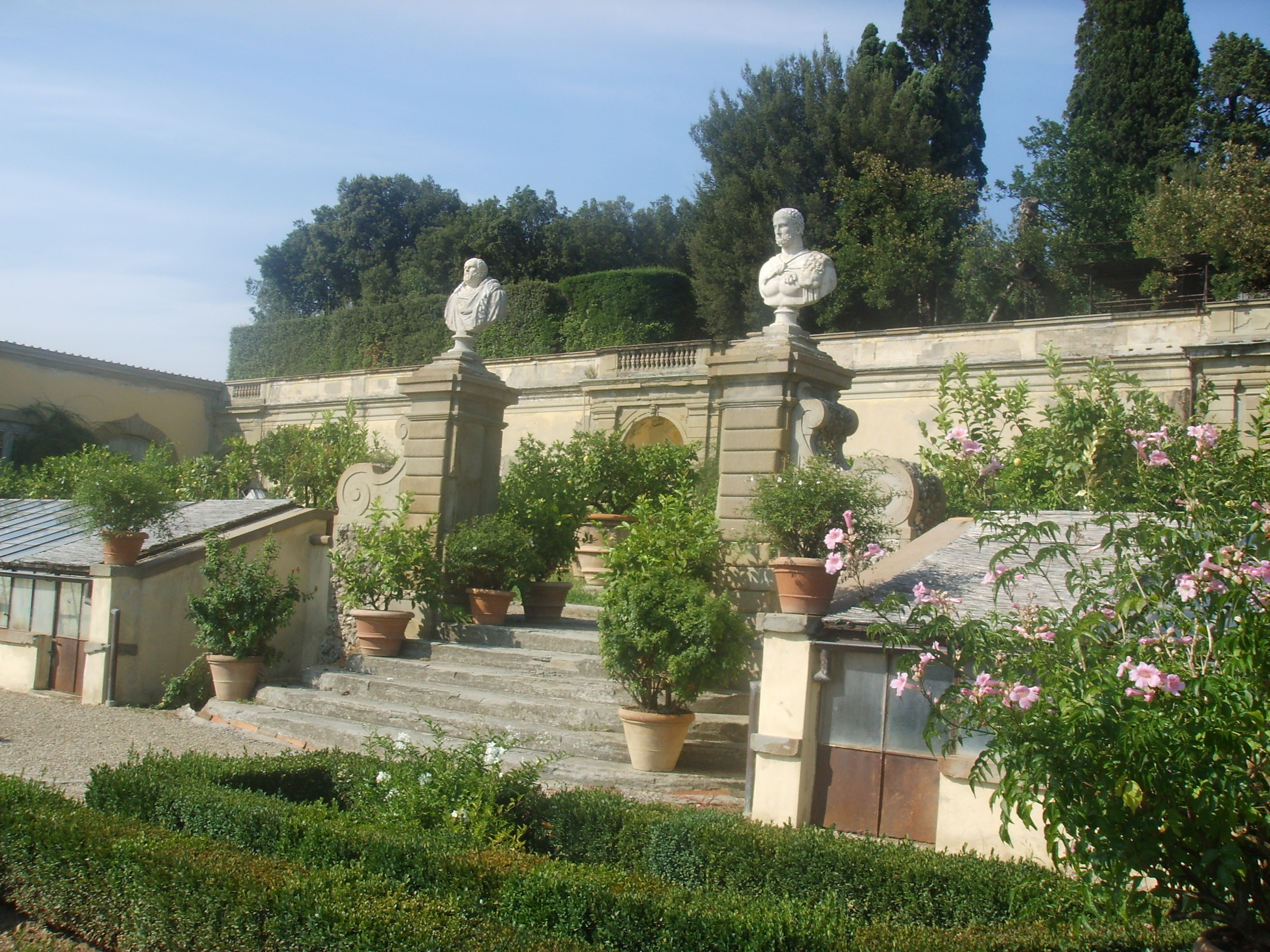
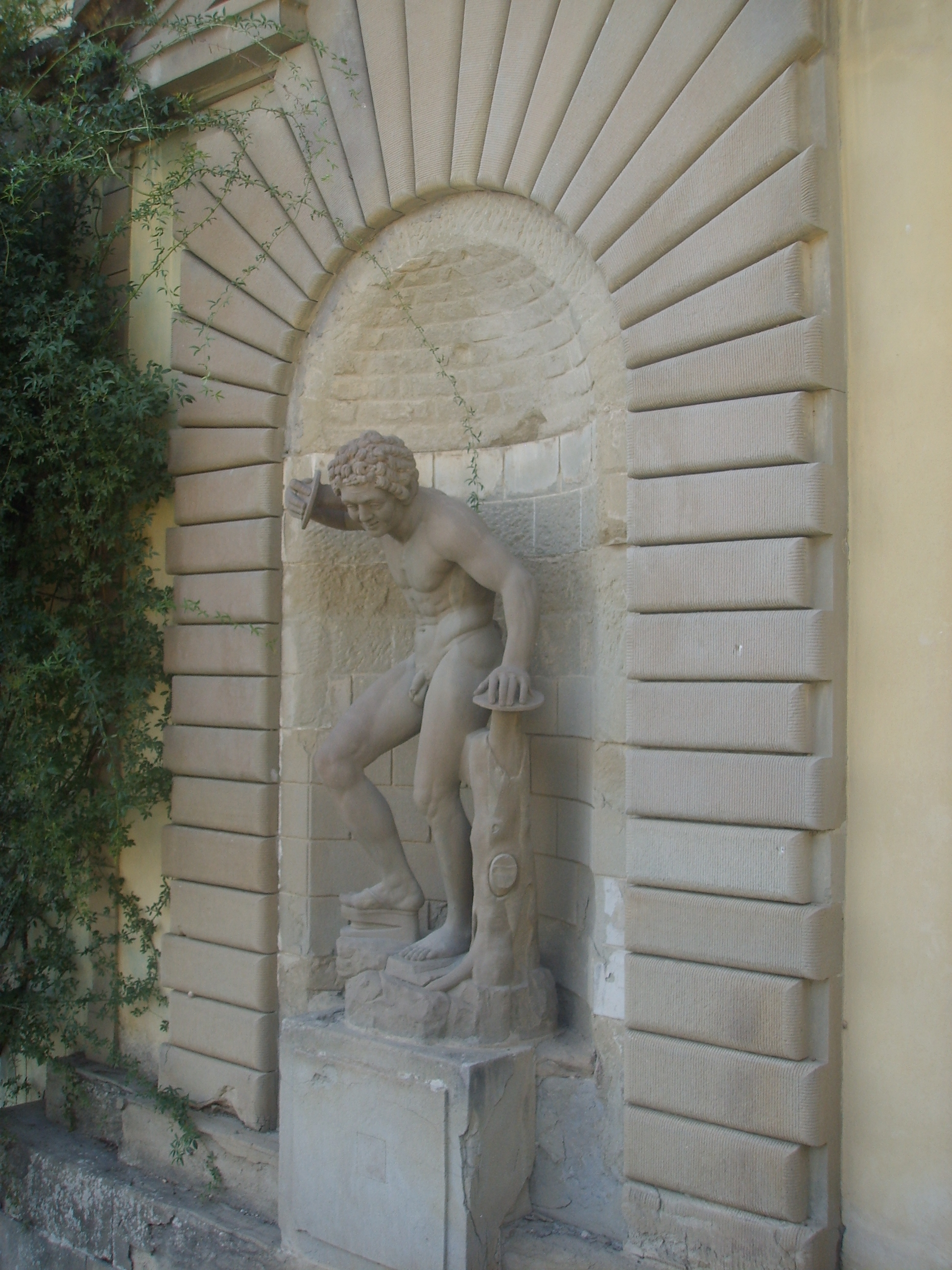
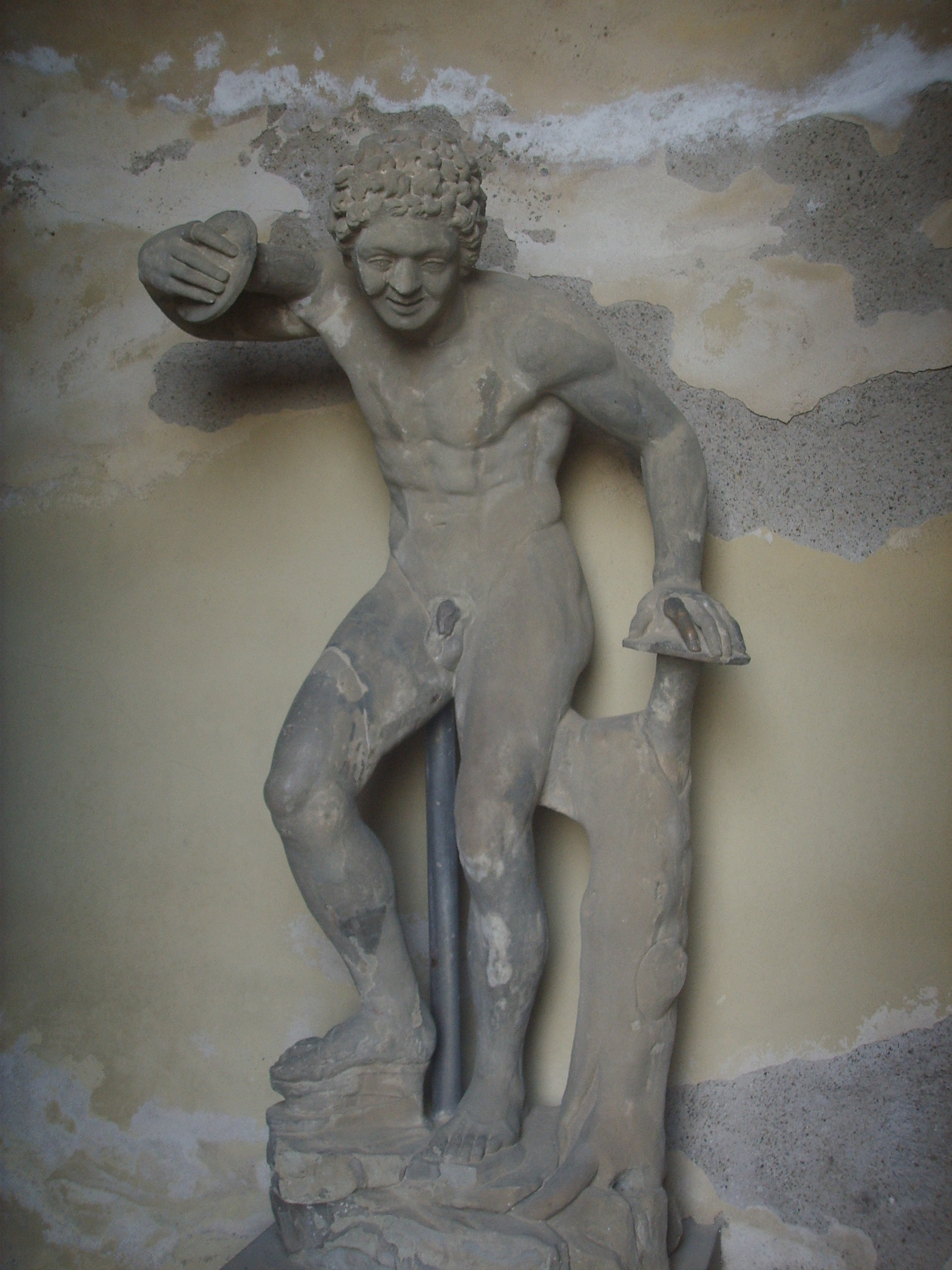
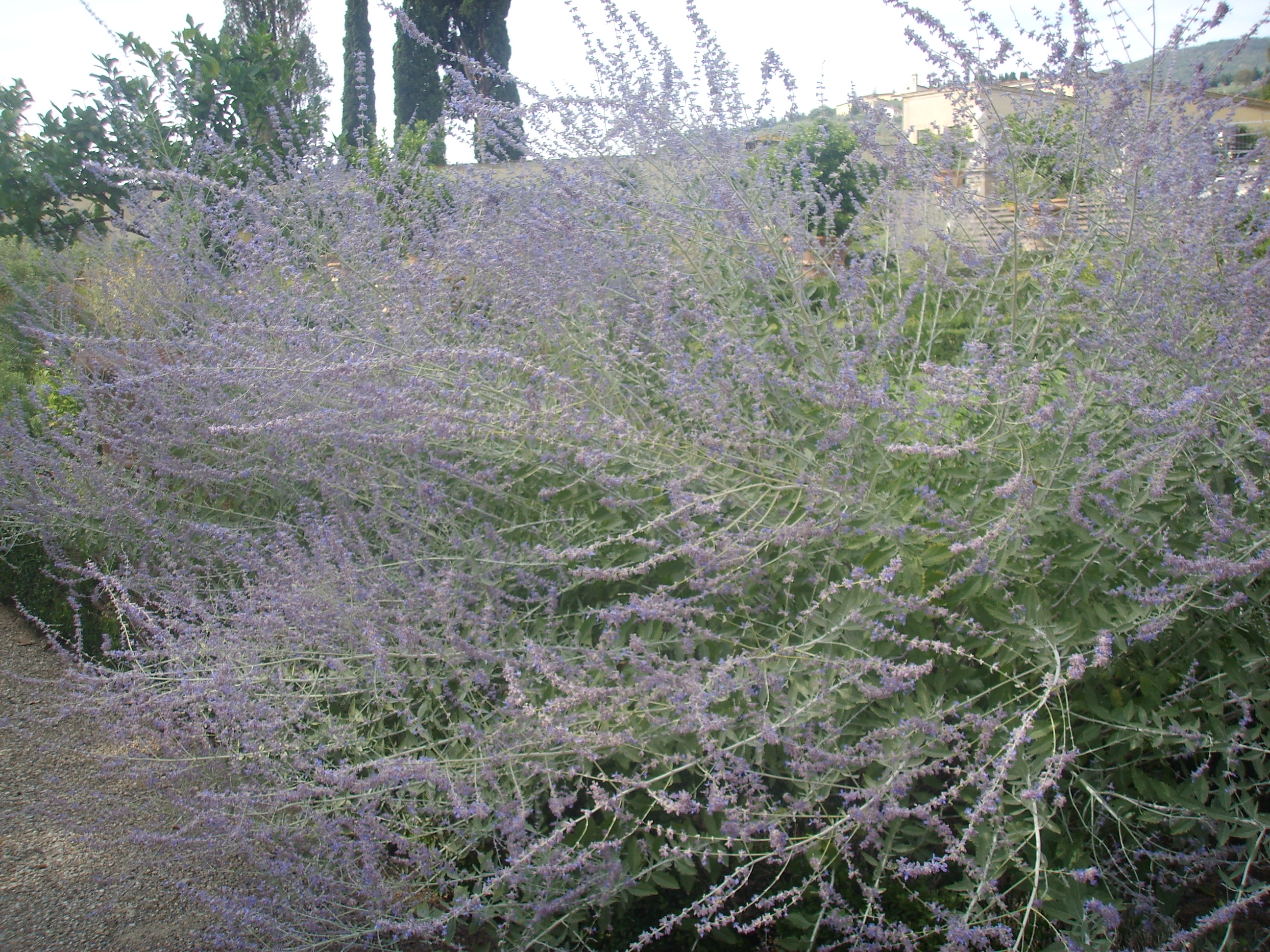
Lavanda